# Guerra de independencia española en Galicia

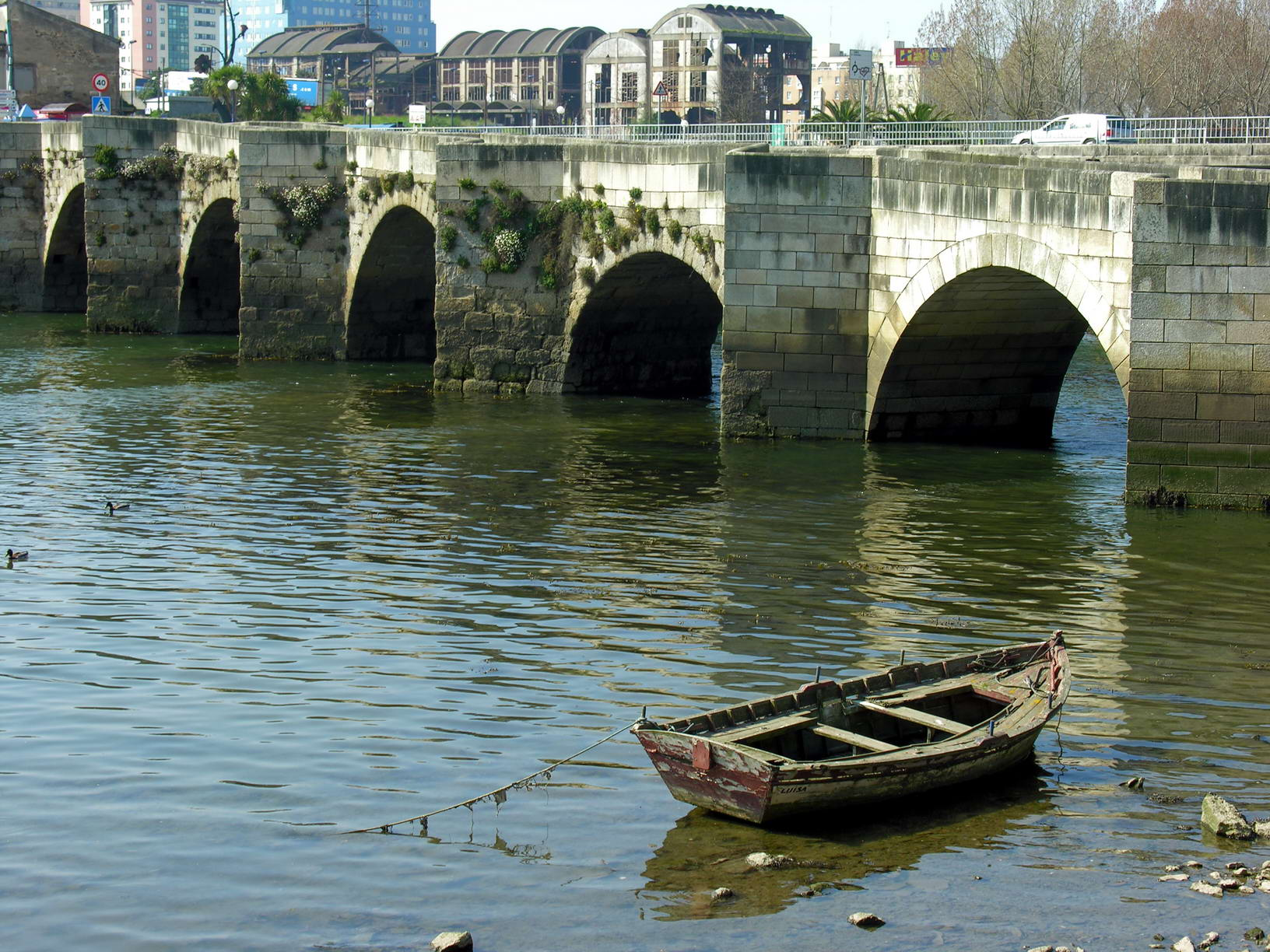
El puente medieval de El Burgo, inutilizado por el ejército de Moore, y reconstruido a finales del.

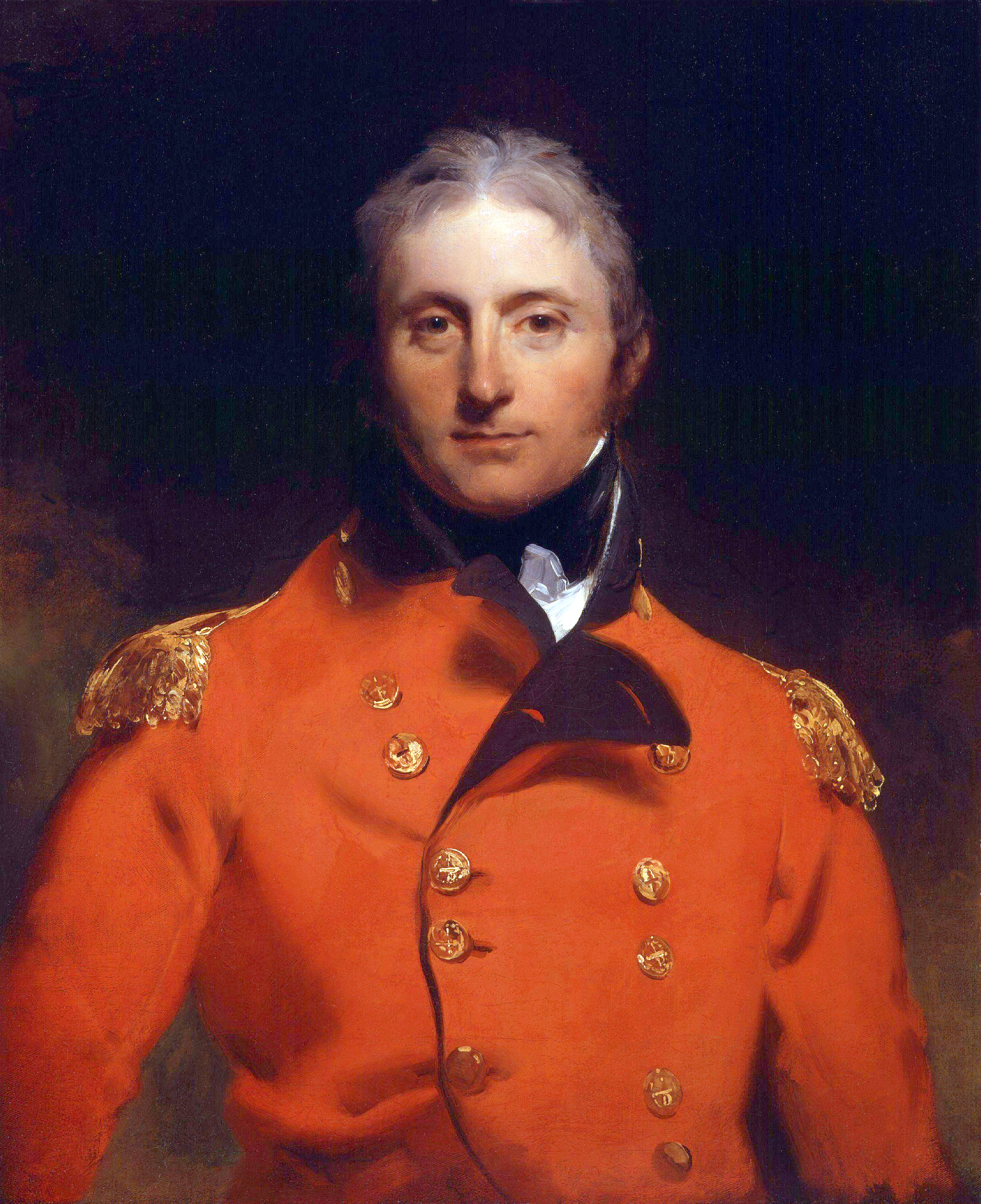
John Moore. Retrato por Thomas Lawrence. National Portrait Gallery, Londres.

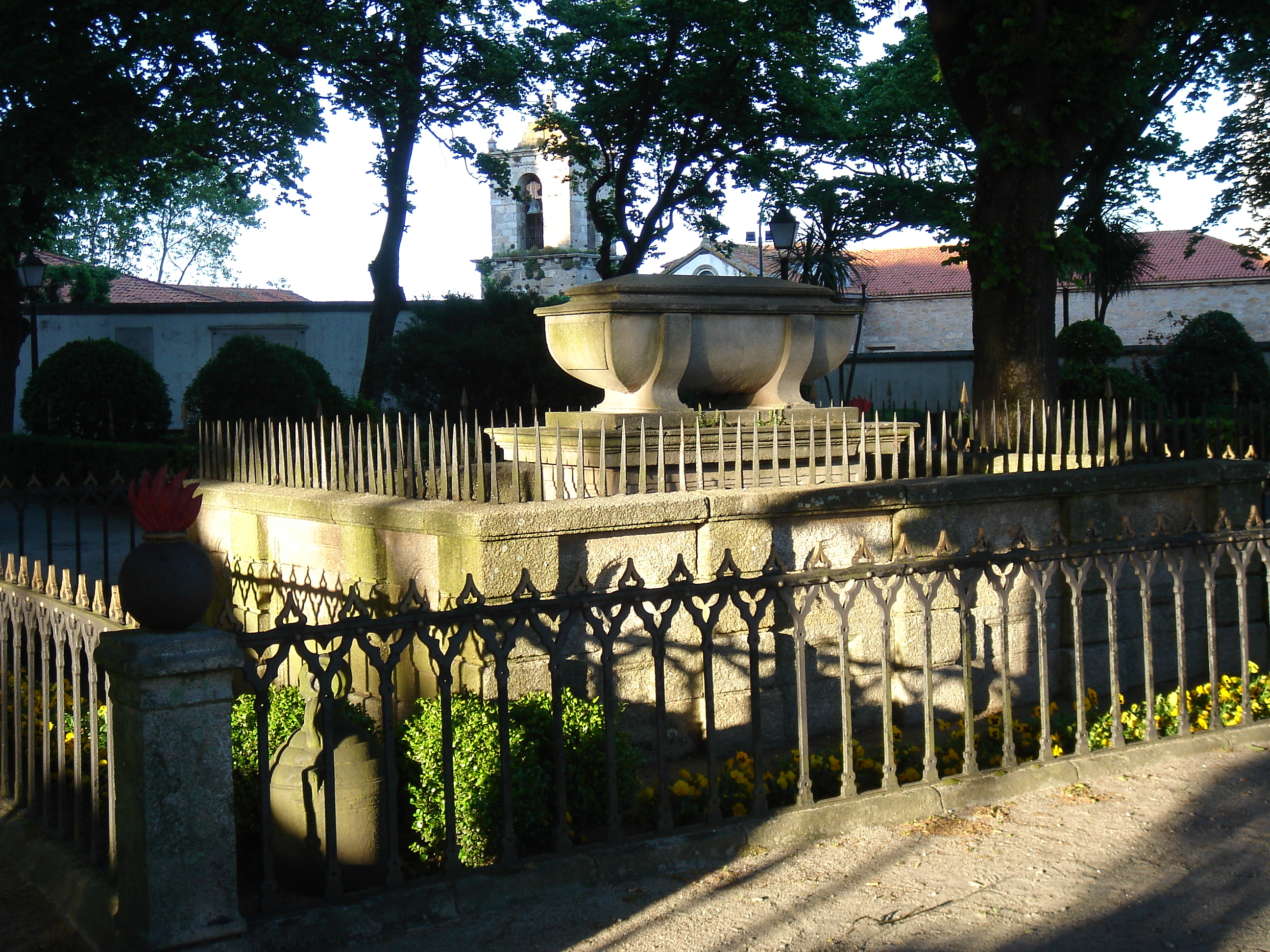
Tumba de sir John Moore. Jardín de San Carlos en La Coruña.

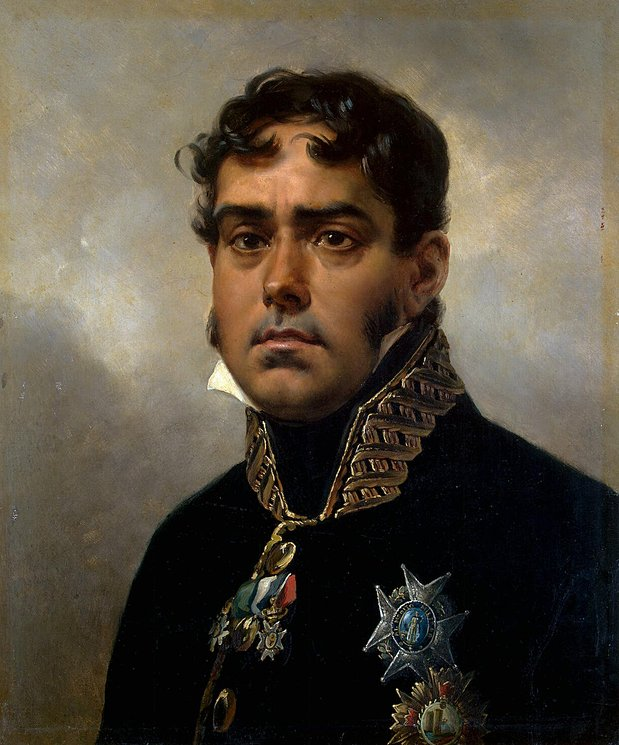
Pablo Morillo, conde de Cartagena de Indias y marqués de la Puerta, apodado El león de Sampayo. Retrato por Horace Vernet (1789–1863).

La guerra de la Independencia española (1808-1814) fue un enfrentamiento militar entre España y el Primer Imperio Francés, provocado por la pretensión de Napoleón de instalar en el trono español a su hermano José Bonaparte, tras las abdicaciones de Bayona. Esta guerra, también conocida como la francesada, se solapa y se confunde con la que la historiografía anglosajona llama "guerra peninsular" (Peninsular War), iniciada en 1807 al declararle Francia y España la guerra a Portugal, tradicional aliado del Reino Unido. También tuvo un importante componente de guerra civil a nivel nacional entre afrancesados y patriotas.
El conflicto se desarrolló en plena crisis del Antiguo Régimen y sobre uno complejo contexto de profundos cambios sociales y políticos impulsados por el resurgimiento de la identidad nacional española y la influencia en el campo de los "patriotas" de algunos de los ideales nacidos de la Ilustración y la Revolución francesa, paradójicamente difundidos por la élite de los "afrancesados".
El tratado de Fontainebleau de 27 de octubre de 1807 proveía, de cara a una nueva invasión hispanofrancesa de Portugal, el apoyo logístico necesario para el tránsito de las tropas imperiales. Bajo el mando del general Junot, las tropas francesas entraron en España el 18 de octubre de 1807, cruzando su territorio a toda marcha y llegando a la frontera portuguesa el 20 de noviembre. Sin embargo, los planes de Napoleón iban más allá, y sus tropas, muy superiores en número al acordado en Fontainebleau, fueron tomando posiciones en importantes ciudades y plazas fuertes con el objeto de derrocar la Casa de Borbón y suplantarla por su propia dinastía, convencido de contar con el apoyo popular.
Pero el resentimiento de la población por las exigencias de mantenimiento de las tropas extranjeras, que dio lugar a numerosos incidentes y episodios de violencia, junto con la gran inestabilidad política surgida por la querella entre Carlos IV de España y su hijo y heredero Fernando VII, orquestada por los franceses, que se inició con el Proceso del Escorial y culminó con el Motín de Aranjuez y el ascenso al poder de Fernando VII, precipitó los acontecimientos que desembocaron en los primeros levantamientos en el norte de España y la jornada del 2 de mayo de 1808 en Madrid. La difusión de las noticias de la brutal represión y de las abdicaciones de Bayona del 5 y 9 de mayo, extendió por toda España el llamamiento, iniciado en Móstoles, a enfrentarse con las tropas imperiales y decidió la guerra por la vía de la presión popular, a pesar de la actitud contraria de la Junta Suprema de Gobierno, órgano de regencia instituido el 10 de abril de 1808 por el rey Fernando VII, que sería la encargada de dirigir los asuntos del reino en su ausencia, cuando tuvo que viajar a Francia convocado por Napoleón, nombrando a su tío el infante Antonio Pascual como presidente.
La gloria que le fue negada al pueblo gallego durante 200 años se reconoce aquí con nombres, fechas y lugares, dijo Francisco Rodríguez Iglesias, presidente de Hércules de Ediciones, en la presentación del libro «Victorias de Galicia. La Guerra de la Independencia. Cuando el pueblo gallego derrotó a Napoleón» del coronel Navas Ramírez-Cruzado. Rodríguez expresó su deseo de que ese libro sirva para cambiar el defecto más grave de los gallegos, que es la falta de autoestima, mencionando la famosa frase del duque de Wellington: españoles, ¡imitad a los inimitábles gallegos!.
Por su parte para el autor, coronel de artillería y durante siete años director del Museo Militar de La Coruña, fue Galicia entera la que venció a las fuerzas de Napoleón, no fue el ejército español, o lo que quedaba de él, ni el inglés que vino a ayudar y lo que hizo fue estorbar, ni los guerrilleros. Asimismo, también desmitificó otros hechos famosos de esta contienda, como el 2 de mayo, que murió el día 3 con los fusilamientos; el levantamiento de Zaragoza o la gran Bailén, que lo que hizo fue despertar el furor de Napoleón. Según Navas, fue la dignidad atropellada del pueblo gallego la que se levanta y expulsa los franceses de su tierra en seis meses, en una guerra que duró seis años.

## Antecedentes
A comienzos del siglo XIX en Galicia, como en el resto de España, el poder político, es decir, el control inmediato de los órganos de decisión política, estaba en manos de las dos clases que tenían el poder económico y social: la nobleza y el alto clero. Se había consolidado, aparentemente, un equilibrio social formado por dos grandes bloques: el de las élites o perceptores de rentas y derechos (nobleza y alto clero), y el de los productores. Una fina línea separaba a los campesinos ricos de los hidalgos, que formaban el primer escalón de la escala nobiliaria. Algunos (pocos) de los primeros, valiéndose de medios legales (comprando la cédula de hidalguía, ganándola por servicios prestados en las guerras etc.) o ilegales (prescripción de un supuesto título, falsificación de árboles genealógicos etc.) conseguían traspasar la frontera legal instalándose en la clase superior. Asimismo algunos burgueses, llegados a Galicia en el siglo XVIII, procuraron demostrar su hidalguía y, de este modo, acomodarse socialmente en el bloque superior. Mientras esto funcionó, el sistema se mantuvo, y el equilibrio social parecía consolidado. Pero todo esto se vería amenazado a partir de 1808. El equilibrio, aparentemente bien consolidado, se rompió.

### Crisis política

#### El pensamiento ilustrado en Galicia

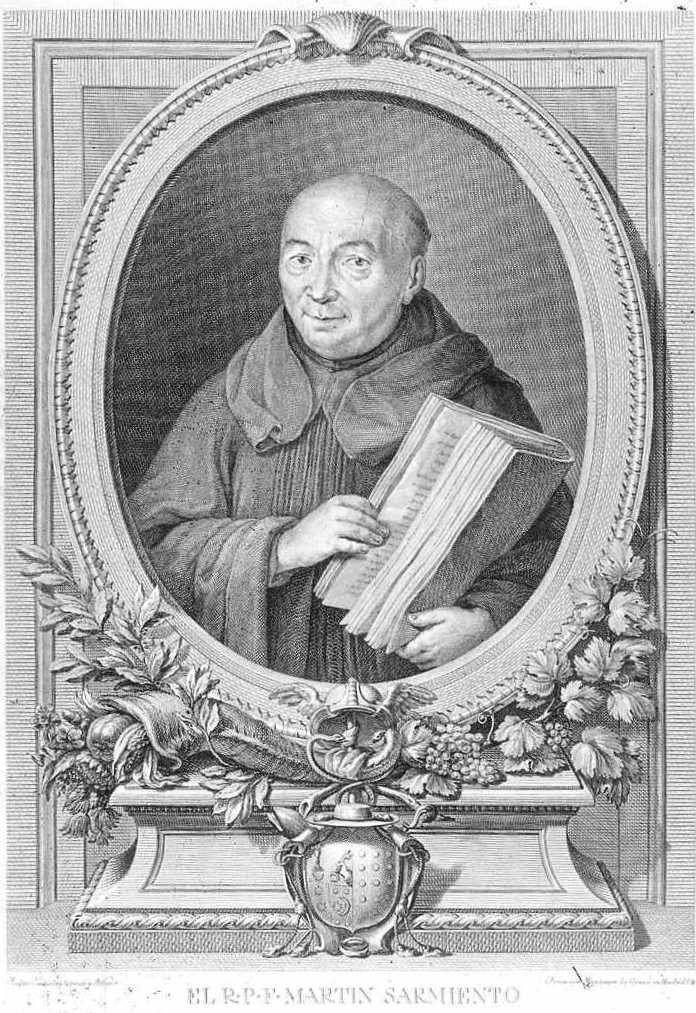
Fray Martín Sarmiento.

Los ilustrados gallegos habían hecho un análisis suficientemente correcto de las causas que impedían el desarrollo económico y social de Galicia paralelo a lo que estaban experimentando otros países. Del lado de este análisis presentaban, por lo general, unas soluciones que, en principio, no cuestionaban la estructura económico-social del país; así, estimaban que el clero y la nobleza deberían seguir siendo las clases que lo vertebraran socialmente, y no ponían en juicio, en general, el sistema de señorío ni el fuero como fórmula de ocupación de la tierra.
Aunque había un sector más crítico que, en sus propuestas, sí se aproximaba a una solución revolucionaria. Por lo general el pensamiento ilustrado gallego, que contaba en sus filas con intelectuales como Sarmiento, Lucas Labrada, Luis Marcelino Pereira, Juan Francisco de Castro, Cornide y el canónigo Pedro Antonio Sánchez Vaamonde, entre otros, únicamente procuraba eliminar los atrazos que dificultaban que se cumplieran las leyes económicas, como los excesivos impuestos, las trabas a la circulación de mercancías etc., pero sin ofrecer un programa total de soluciones que apunten a un nuevo equilibrio de poder.

#### Los liberales gallegos

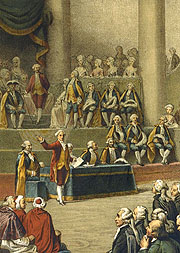
5 de mayo de 1789, inauguración de los Estados Generales en Versalles.

Toma de la Bastilla, cuadro de Jean-Pierre Houel (1735-1813).

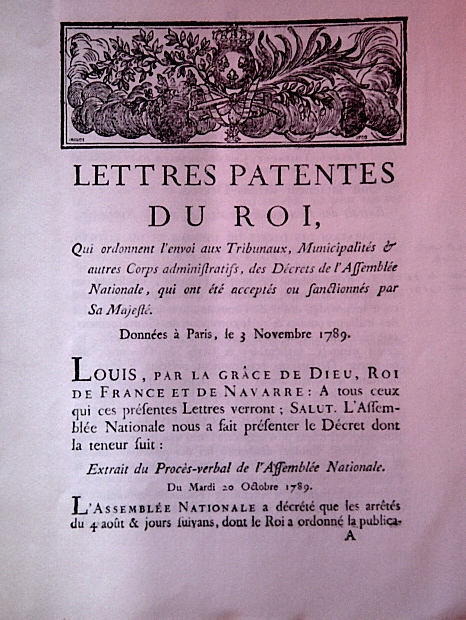
Lettre patente de Luis XVI en la que se promulgó la Declaración de los Derechos del Hombre y del Ciudadano.

En el año 1789 suceden importantes acontecimientos para la historia:
- En Nueva York, el Congreso de la Confederación, en su décima reunión, declara la Constitución de los Estados Unidos de América (4 de marzo).
- George Washington inicia su mandato como primer presidente de los Estados Unidos (30 de abril).
- En Versalles (Francia) se reúnen los Estados Generales (5 de mayo).
- Toma de la Bastilla, símbolo de la Revolución francesa (14 de julio).
- Abolición del feudalismo en Francia (4 de agosto).
- La Asamblea Constituyente de Francia aprueba la Declaración de los derechos del hombre y del ciudadano (26 de agosto).
- Una multitud de ciudadanas marchan de París hasta Versalles para protestar ante el rey Luis XVI por la falta de alimentos (5 de octubre).

En 1808 (comienzo de guerra de la Independencia española) se formaron en Galicia diversos grupos de intelectuales que estaban ya muy alejados de las propuestas moderadas de los ilustrados y que apuntaban hacia soluciones radicales. Al país, pensaban, no había que reformarlo, sino cambiarlo. Eran los liberales, que se habían mantenido un poco en la sombra hasta 1808, año en que la convulsión sufrida por España con la invasión francesa y la aparición de la libertad de prensa les permitió presentarse y hacer campaña por sus ideas.
La aparición de esta generación de intelectuales y políticos liberales no fue, evidentemente, casual; tuvo que ver con los progresos experimentados por la economía europea en el último tercio del siglo XVIII. Una sociedad que se preocupa por las ideas de libertad, igualdad y democracia revela que tiene resueltos, por lo menos en determinadas capas sociales, los problemas económicos más urgentes.
En Galicia se vislumbran una serie de datos que indican que se estaba experimentando una cierta reactivación económica a finales del siglo. Los indicadores más destacados eran los siguientes:
- Generalización del cultivo del maíz, lo que permitió un incremento de la actividad ganadera y una mejora de la dieta alimentaria que -como consecuencia inmediata- supuso un aumento de la población.
- Generalización del cultivo de la patata, hasta el punto de que Lucas Labrada pudo escribir que, en 1804, las patatas se producían en todas las comarcas de Galicia.[7]
- Asociación de nuevos cultivos, como las alubias con el maíz, sin agotamiento excesivo de la tierra.[8]
- Aumento de la superficie cultivada en unas 200 000 ha.[9]
- Crecimiento espectacular de los rendimientos agrícolas hasta el punto de que, en algunas comarcas de clima privilegiado, como el Salnés, se alcanzarían a finales del siglo XVIII cuotas de producción no igualadas en todo el siglo XIX.[10]
- Coyuntura favorable de los precios, que beneficiaría no solo a las clases rentistas, sino también al campesinado poseedor de tierras gracias a la introducción de los nuevos cultivos, la extensión del campo cultivado y el incremento de la producción ganadera.
- Respuesta favorable de la población, ya que este proceso de crecimiento económico fue posible también, en buena parte, gracias a la acumulación del esfuerzo.[11]

## El levantamiento en Galicia
En la Guerra de Independencia todo el territorio gallego se convierte en un campo de guerrilla contra el invasor francés. En palabras de Barreiro, la Iglesia se entregó en favor de la lucha; se colgaron hábitos y sotanas y se empuñaron las armas y, los clérigos que por edad (o por su pusilanimidad) quedaron en la retaguardia, la apoyaron desde púlpitos y confesionarios. Los hidalgos, que se consideraban señores naturales de sus súbditos campesinos, en pocas ocasiones como en esta pudieron ejercer un liderazgo que les permitiera consolidar el prestigio de las familias: los pazos fueron cuarteles y almacenes donde los campesinos encontraban, esta vez, de todo, desde armas y municiones hasta prórrogas para el pago de las rentas. La burguesía de las ciudades marítimas, después de una duda inicial sobre qué partido tomar, se entregaron igualmente a la causa aportando dinero, enviando sus hijos a las escuelas de cadetes y, sobre todo, asumiendo (no desinteresadamente, es cierto) las pesadas responsabilidades de una burocracia militar y civil cada día más complicada. Todos colaboraron eficazmente. Pero, sobre todo, allí estaba, en primera línea, el campesinado (la mayoría de la población). Quizás desde la Gran Guerra Irmandiña nunca los campesinos gallegos se habían entregado tan vehementemente a una causa como en esta ocasión. La guerra fue, pues, una epopeya popular.

### Levantamiento de La Coruña
La ciudad de La Coruña fue, en mayo de 1808, la primera que se levantó en armas contra los franceses, cuando los alarmantes rumores sobre la entrega de las autoridades, y por tanto del país, a Napoleón inquietaron a la población. Poco después se alza la de Santiago y, a continuación, todas las demás ciudades y villas siguen el ejemplo de las dos principales urbes gallegas, formando Juntas de gobierno que, a instancias de la de La Coruña, acabaron confluyendo e integrando la Junta Suprema del Reino de Galicia que actuó, durante apenas seis meses, como soberana ya que, imposibilitado Fernando VII y preso en Francia, actuó en su nombre como el gobierno de un reino independiente.
Según Díaz Otero,

"Aunque son muchos los autores que proporcionan información acerca de los hechos acaecidos en La Coruña durante el mes de mayo, lo cierto es que básicamente hay una única versión de la que muy posiblemente sea responsable el conde de Toreno. Según dicha versión los estados de ánimo empezaron a alterarse con la llegada, en los primeros días de mayo, del oficial francés Mougat, quien había sido comisionado por Murat para inspeccionar los arsenales de fusiles y artillería de Galicia."

"Al parecer, y con el objeto de calmar o sosegar los ánimos, el entonces capitán general interino, D. Francisco de Biedma, decidió instalar unas piezas de artillería delante del palacio de capitanía. Esta medida produjo efectos contrarios a los previstos y sirvió para suscitar recelos de connivencia entre Biedma y los franceses. Comenzaron entonces a aparecer una serie de rumores entre los que destacaba el de que Biedma pensaba enviar a los soldados a Francia y que serían sustituidos por franceses. Además, se haría una conscripción entre los paisanos, por orden francesa, y serían llevados maniatados a Francia. Tal fin atribuían a la visita de Mougat."

Cabe preguntarse si estos rumores y este estado de inquietud estaban, o no, provocados por algún grupo de personas. A este respecto se sabe que un grupo de paisanos se reunía secretamente con oficiales del ejército, reuniones a las que concurrían, entre otros, Manuel Pardo de Andrade y Sinforiano López. Además de estos movimientos, que podrían calificarse de internos, hubo algunos otros externos, que tendrían gran repercusión. Por ejemplo, un enviado de la Junta de Asturias se presentó ante el regente de la Audiencia, Pagola, que, tras ser informado del levantamiento asturiano, le dio órdenes al enviado de que marchara inmediatamente de la ciudad (para que no causara ninguna alteración del orden).
Se había producido, asimismo, por aquellos días, la llegada del capitán general Filangieri, que había venido con el objeto de pacificar los ánimos, pero que, con una de sus medidas (el envío del regimiento de Navarra a Ferrol), no hizo sino exaltarlos aún más.

"El momento culminante de la tensión se produjo en la ciudad con la llegada, el 29 de mayo, de un estudiante leonés, enviado de la Junta, con intención de proporcionar noticias de los contecimientos en su localidad y pedir ayuda al pueblo coruñés. Dicho enviado, tras entrevistarse con el regente de la Audiencia fue, al igual que el asturiano, un auténtico estorbo para las autoridades constituidas que acordaron recluirlo en la casa de Correos. Al enterarse la gente del suceso, acudió a dicho lugar y trató de derribar las puertas. Al momento llegó corriendo el general Filangieri, comenzando a dar bastonazos al pueblo y tropa, que era la primera en la acción".

Estos acontecimientos revelan que la población de la ciudad no confiaba en sus autoridades, creyendo -y posiblemente no sin razón- que tanto las autoridades militares supremas, Filangieri y Biedma, como las civiles, especialmente el regente de la Audiencia, estaban dispuestos a entregarse a los franceses. En estas circunstancias cualquier chispa podía hacer saltar al pueblo, trabajado subterraneamente por Sinforiano López y otros liberales. Y la chispa saltó los días 30 y 31 de mayo.

"El día 30 de mayo, festividad de San Fernando, se congregó un inmenso gentío, compuesto también por mujeres y niños, ante el palacio de Capitanía, donde se encontraba el capitán general, Filangieri, junto con un buen número de oficiales y caballeros de la Audiencia. Ante el aumento de los gritos y de las protestas, bajó el gobernador de la plaza, Alcedo, a conferenciar con la muchedumbre, quien pidió que ondease la bandera, tal y como era costumbre, y que se hiciesen las salvas de rigor. Se accedió a ambas cosas y con ello se logró apaciguar momentáneamente el tumulto.
 Esa misma tarde y ante los rumores esparcidos de que estaban embarcando armas en Ferrol con destino a Francia, se volvió a congregar la gente, que invadió el palacio de Capitanía y apedreó las casas de Filangieri y Biedma, pues se enteró de que aquel había dispuesto el traslado del regimiento de Navarra a la ciudad departamental. A continuación asaltaron el parque de artillería, llevándose los fusiles existentes, repartiéndolos entre todos los allí congregados. Tras sacar en procesión un retrato de Fernando VII, la gente se retiró y de esta forma acabaron los incidentes por ese día". 

Efectivamente, después de la pacífica procesión cívica, se acabaron los tumultos del día 30 pero, al día siguiente, se mantuvo la presión popular en la calle. Como las máximas autoridades militares y civiles estaban reunidas en la sede de la Audiencia, nuevamente la multitud, sin duda alentada por Sinforiano López y otros liberales, pidió a gritos que se adoptaran medidas contra los franceses, que se nombraran jefes militares de confianza en relevo de Filangieri y Biedma, y que se defendieran la religión, la libertad y la patria. Resultado de esta presión fue la constitución de una Junta. Fue así como se levantó en armas la ciudad de La Coruña, la primera en hacerlo en Galicia, cuando las autoridades, representantes del Antiguo Régimen y muy comprometidas con Godoy, daban muestras de muy poco o nulo entusiasmo por levantarse contra los franceses. Esta desconfianza, especialmente con respecto al capitán general Filangieri, no abandonó nunca a los gallegos, incluidos -segundo parece- sus propios soldados que, temerosos de que entregara el ejército de Galicia a Napoleón, lo asesinaron poco más tarde. (Véase: Antonio Filangieri).

### Levantamiento de Santiago
El 30 de mayo, y por dos conductos, llegaron a Santiago las primeiras noticias del alzamiento popular de La Coruña. En esta última ciudad estaba destacado P. Conde, vicario del convento de Santa Clara de Santiago y confesor del arzobispo de Compostela, que lo envió allí con objeto de seguir de cerca el rumbo que tomaban los acontecimentos. El arzobispo Rafael Múzquiz Aldunate era hombre de Godoy y, posiblemente, dudaba sobre el partido que debería tomar. Tal vez este exceso de precaución ayudó a que se tejiese una leyenda negra en torno al arzobispo sobre la posible connivencia con los franceses. La acusación más grave contra el prelado fue la del conde de Toreno, que escribió que:

"El alzamiento popular de Galicia contra los franceses fue mirado con torvo rostro por el ex ministro de Godoy, D. Pedro de Acuña, y por el Arzobispo. (...) Celosos partidarios del Príncipe de la Paz, asustáronse del advenimiento al trono de Fernando VII y trabajaron en secreto y confiado ahínco por deshacer o embarazar en su curso la comenzada empresa".

Tan pronto como el arzobispo tiene noticias de los acontecimientos de La Coruña, constituye una Junta de armamento y defensa presidida por él mismo. Según López Ferreiro, esta junta fue constituida esa misma noche, es decir, la noche del 30 de mayo, lo que significaría que la Junta de Santiago sería la primera de Galicia. Lo que sí es cierto es que, durante esa noche, fueron alertadas varias personas significadas y, bajo la dirección del capitán Armisén, se adoptaron medidas militares, como la incautación de armamento. El día 31 de mayo se congregó una gran multitud en la plaza del Obradoiro, que fue arengada por el arzobispo en persona. Al mismo tiempo, las instituciones eclesiásticas (cabildo catedralicio, monjes de San Martiño Pinario) se reunieron en secreto para acordar la forma de ayudar al levantamiento. Resultado de estas gestiones fue la entrega inmediata de un millón de reales por parte del cabido y 300 000 del arzobispo con el que la junta podía ya disponer de auxilios inmediatos.

### Levantamiento en otras ciudades y villas de Galicia
Desde el momento en que las dos ciudades más importantes de Galicia en aquella época se alzaron contra el francés se creó una especie de modelo de organización que, en general, fue seguido en las distintas ciudades y villas: los promotores del movimiento estaban pendientes de lo que había sucedido en Santiago y en La Coruña; en cuanto recibían la noticia, provocaban una especie de acción popular tocando a rebato las campanas de las iglesias, congregando al pueblo ante la casa del ayuntamiento, obligando a las autoridades a pronunciarse delante de la gente y constituyendo de inmediato la Junta.
En pocos días prácticamente toda Galicia se había pronunciado por Fernando VII y contra los franceses. Como ejemplo, podemos leer lo sucedido en Tuy el 1 de junio, al recibirse las noticias de los acontecimientos de La Coruña y Santiago, relatado en el periódico El Diario de Santiago:

La ciudad llena del más extraordinario gozo se presentó delante del ayuntamiento proclamando a Fernando; con cuyo motivo plausible hubo salvas de artillería y tocó la mayor parte de la noche la música de la catedral.
El Diario de Santiago.

Es de suponer que la ausencia del ejército enemigo facilitaría este entusiasmo popular que, seguramente, no sería tanto si ya estuvieran en Galicia las divisiones de Soult o de Ney.

## La organización del levantamiento
Al levantamiento en cada ciudad o villa siguió siempre la constitución de una Junta, titulada de forma diversa, aunque lo más frecuente es que se denominara Junta de armamento y defensa, encargada de organizar las acciones contra los franceses. Por lo general, las Juntas se constituyeron pactando entre sí las fuerzas sociales más importantes del momento. No hubo un modelo único, por lo menos en un primero momento. A manera de ejemplo, la Junta de La Coruña estaba formada de la siguiente manera:
- Representantes del Ejército, 11.
- Representantes de la Audiencia, 11.
- Representantes de la Iglesia, 9.
- Representantes del Ayuntamiento, 6.
- Representantes del comercio, 3.
- Otros, 6.[24]

A la vista de esta composición, claro está que la primera Junta de La Coruña procuró mantener el poder en las manos de los que siempre lo habían ejercido. No hay ruptura: no se daba entrada a los burgueses, que habían sido los que más habían intervenido en los preparativos del alzamiento; no figuraba ninguno de los líderes del momento, como Sinforiano López; de los 46 nombrados, 30 ya pertenecían a la administración, y 9 eran miembros del clero, por lo que no se vislumbra ninguna intención de realizar un cambio estructural; eso vendría después.
En Santiago, sin embargo, la elección de representantes fue obra del arzobispo. Sus 19 miembros se distribuían así:
- Clero, 6. El presidente era el arzobispo, que tenía como vicepresidente a un canónigo.
- Universidad, 3.
- Comercio, 3.
- Hidalgos rentistas, 3.
- Ayuntamiento, 1.  (Ya López Ferreiro indicó que la ausencia de regidores municipales podría explicarse por el contencioso pendiente entre Arzobispado y Ayuntamiento, aunque es posible que también se debiera a la desconfianza que algunos miembros del Ayuntamiento provocaban en el pueblo).[25]
- Otros (posiblemente militares y jueces), 3.

En Vigo la Junta, titulada subalterna y consultiva, se constituyó de la siguiente forma:
- Militares:
  - Jefes de los cuerpos de guarnición de la plaza.
  - Comandante de Marina.
  - Auditor de Marina.
  - Asesor de guerra.
  - Sargento mayor de la plaza.

- Administración:
  - Administrador de Rentas.
  - Administrador de Correos.
  - Capitán del puerto.

- Nobleza, 2 representantes.
- Comercio, 2 representantes.
- Clero, 1 representante.

En este caso, el predominio del ejército y del funcionariado es prácticamente total.
Una denuncia presentada por el ayuntamiento de Santiago al gobernador militar de La Coruña deja claro que la designación de los representantes de estas Juntas fue organizada entre los dirigentes. Refiriéndose a la Junta de Santiago pregunta:

"¿En dónde, cuándo o por quién fueron creados sus vocales? ¿Qué hombres buenos electos por las parroquias según práctica establecida y mandada observar, muchos años ha, por el Supremo Consejo han concurrido para hacer su nombramiento? ¿Qué justicia, o qué ayuntamiento ha presidido esta creación? ¿Por ventura hubo en un asunto de tanta gravedad otra formalidad, ni otro orden, que el de una simple lista sacada del bolsillo del oficial Armisén, vista de todo el mundo?" 

## La Junta Suprema del Reino de Galicia

### Constitución y composición
La Junta local de La Coruña manifiesta, desde el primero momento, su pretensión de convertirse en el núcleo de una futura Junta del Reino. En un comunicado enviado por el presidente de la Junta, Francisco de Biedma, a las siete ciudades con representación en la Junta del Reino el mismo 31 de mayo, se decía que:

"no pudiendo por sí solo este pueblo determinar lo que será más útil y conducente al Reyno, ha acordado se junte este inmediatamente en Cortes en esta capital, y que en su consecuencia nombre V.S. un diputado con poderes ilimitados para resolver en unión todo lo que pueda conducir a la felicidad de Reino".

Es decir, la Junta de La Coruña, que en realidad era simplemente local, convoca la Cortes para constituir una Junta Superior. Y aún más; el 2 de junio acuerda lo siguiente:

Ha determinado la Junta, después del más detenido examen, resolver y declararse por Suprema y Gubernativa en el Reyno de Galicia a nombre de S.M. el Señor D. Fernando Séptimo, sin perjuicio de los derechos de dicho Reyno, llegando a juntarse; lo cual se noticie a las ciudades, advirtiéndolas que no obedezcan las órdenes que se les comunique por el gobierno actual de Madrid, sino las de esta Suprema y las del General en Jefe del Ejército el Excmo. Sr. D. Antonio Filangieri a nombre de S.M. el Señor D. Fernando Séptimo".

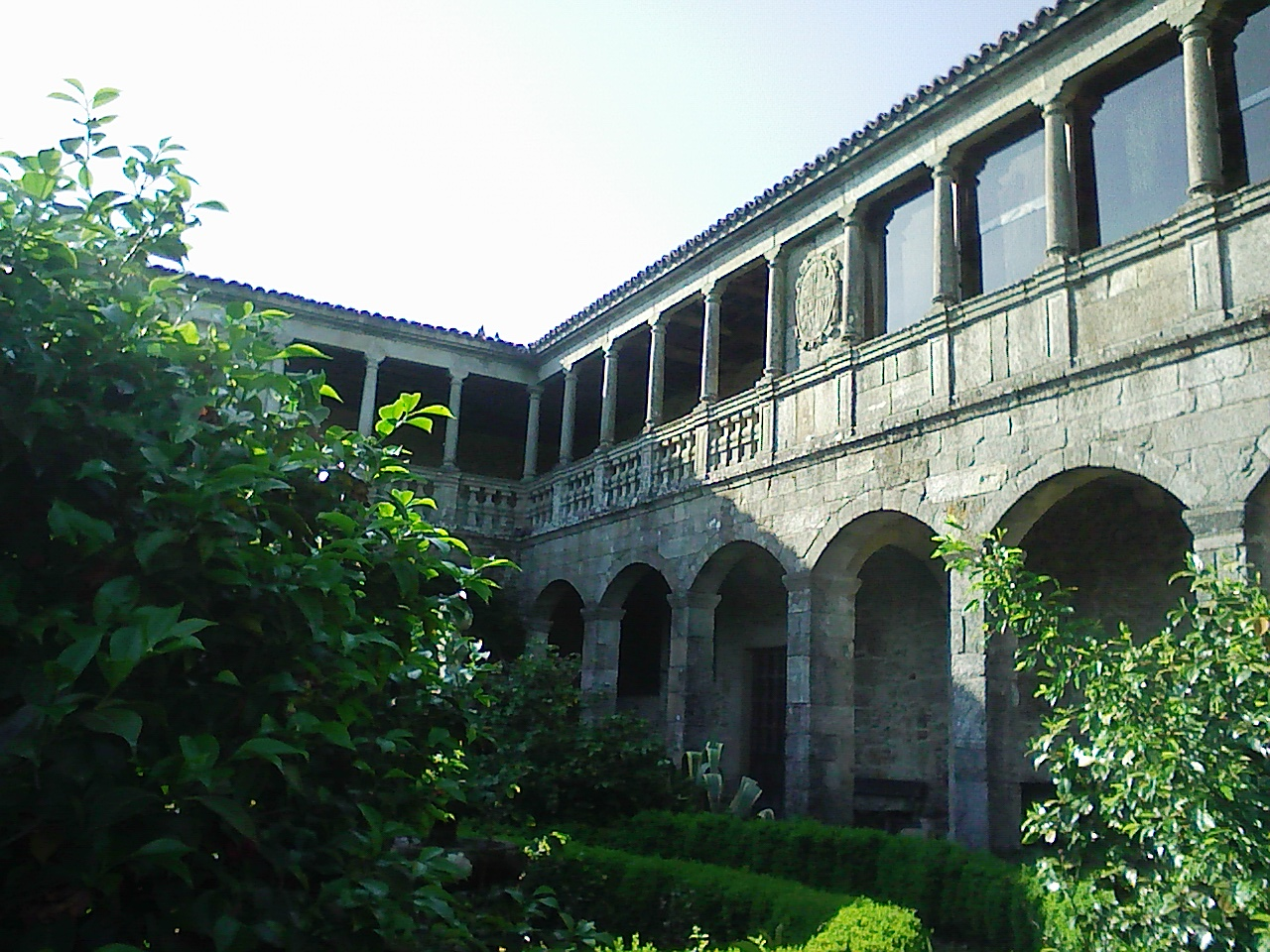
Pazo de Gimonde, en la parroquia de San Miguel de Sarandón (Vedra).

Este acuerdo es de la mayor importancia, ya que una junta local, que acaba de convocar una especie de Cortes de Galicia, sin esperar siquiera a esta reunión se autoproclama Junta Suprema y Gobernativa de Galicia arrogándose el derecho a dictar providencias a todas las demás juntas. Lógicamente estas medidas incomodaron a las otras juntas locales, especialmente a la de Santiago, que se sentía despreciada (el arzobispo estimaba que él tendría que ser el presidente de la Junta Suprema de Galicia), y que siguió ejerciendo por su parte un poder prácticamente soberano, iniciando de este modo una guerra abierta entre ambas Juntas.
El día 5 de junio se reunieron en La Coruña los representantes de las siete ciudades con voto en la Junta del Reino, convocada por Biedma el 31 de mayo. La representación de las siete ciudades fue la siguiente:
- Por Santiago: el conde de Gimonde, Pedro María de Cisneros.
- Por Betanzos: José Quiroga y Quindós, hidalgo (desde 1803) y coronel del regimiento provincial de Betanzos.
- Por La Coruña: Francisco Somoza de Montsoríu, oidor de la Audiencia del Reino, regidor perpetuo de La Coruña e intelectual ilustrado.
- Por Lugo: José María de Prado Lemos y Neira, regidor de Lugo y señor de varias jurisdicciones. Más tarde sería nombrado marqués de Hombrero.
- Por Mondoñedo: Ramón Pardo Montenegro, regidor de la ciudad, señor de varias jurisdicciones, miembro de la más antigua hidalguía gallega.
- Por Orense: Benito María Sotelo de Novoa, hidalgo y regidor de la ciudad, escritor y colaborador en periódicos absolutistas.
- Por Tuy: Manuel María Aballe (o Avalle), señor de Fiolledo (en 1813 fue diputado a Cortes, destacando por su integrismo político).

Fruto de la primera reunión fue un manifiesto, firmado el mismo día 5 de junio, en el que se reafirmaba en su carácter de soberana (ante la ausencia de Fernando VII) y declara que los objetivos supremos del alzamiento eran la defensa de la religión, de la patria y de las vidas y haciendas del pueblo.

### Actuaciones de la Junta
La Junta Superior estuvo vigente hasta la llegada de los franceses a Galicia, en enero de 1809 y, en este corto período de tiempo, apenas seis meses, efectuó diversas e importantes actuaciones, que podemos reunir en tres capítulos:

#### Militares

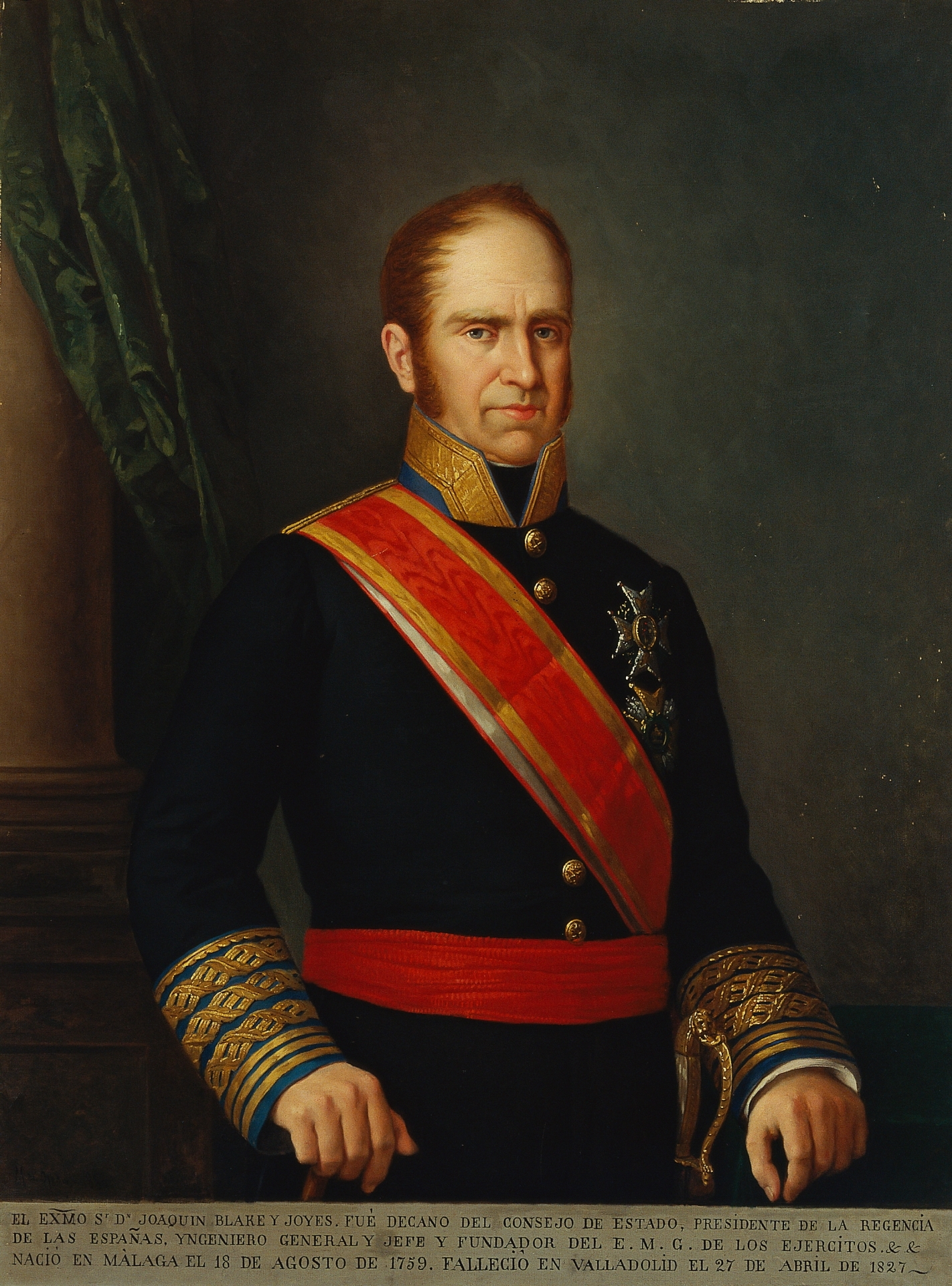
El capitán general Joaquín Blake, por Manuel Ojeda.

La Junta asumió el alto poder militar aunque, como es natural, lo delegó en una Junta de Guerra constituida por militares. Pero es la Junta quien promueve los alistamentos voluntarios y forzosos, efectuando un reparto más o menos proporcional de los efectivos según la población de cada provincia. Según este reparto, correspondían a cada provincia:
| Provincias                   | Hombres |
| ---------------------------- | ------- |
| Santiago                     | 13 333  |
| Lugo                         | 6666    |
| Orense                       | 6666    |
| Betanzos                     | 3611    |
| Mondoñedo                    | 3611    |
| Tuy                          | 3611    |
| La Coruña                    | 2502    |
| Total en el Reino de Galicia | 39 400  |

El espíritu militar que, como se vería posteriormente durante la guerra, animó a la población gallega, no debía de estar muy arraigado en junio de 1808, ya que muchos de los llamados a filas procuraron escapar de la patriótica llamada empleando los más variados métodos, incluso la automutilación, como se deduce de un documento militar de la época:

..."que destinen al Regimiento de Artillería a todos los mozos a quienes falte el dedo índice como pena del enorme delito que han cometido de procurar hacer inútiles para el Real Servicio".

Además de esta labor de reclutamiento, hay que destacar que la Junta se reservó el nombramiento de los mandos, por lo menos de los superiores, como lo demuestra el relevo de Filangieri por Joaquín Blake.
Le correspondió también a la Junta todo lo referente a la intendencia del ejército y a la organización de cuerpos como la reserva o las milicias urbanas.

#### Hacendísticas
Durante su actuación, la Junta no hizo reformas sustanciales en el sistema contributivo. Tampoco creó un plan racional y extraordinario de recaudación de fondos. Simplemente prefirió basarse en tres capítulos:
- Cobro de los impuestos tradicionales.
- Administración de las rentas procedentes de los bienes incautados a las personas que habían huido, o que fueron acusadas de afrancesadas.
- Administración de donativos internos o externos.

Aunque no se pueden cuantificar las entradas y salidas de dinero durante el período de gobierno de la Junta (del 5 de junio de 1808 a enero de 1809), sí es posible enumerar algunos capítulos importantes:
- Inglaterra: préstamo de más de 30 millones de reales.
- El clero participó voluntariamente con una serie de donaciones importantes:
  - Cabildos de Galicia: unos 2 millones y medio de reales.
  - Monasterios: más de un millón
- Instituciones:
  - Real Consulado: más de 300 000 reales.
  - Universidad de Santiago: más de 300 000 reales.
- Particulares: casi un millón de reales.[30]

#### Política internacional
La Junta, como depositaria de la soberanía, se comportó de cara al exterior como un reino independiente. Envió a Portugal al brigadier Genaro Figueroa, con poderes y acreditaciones, para que contactase con los patriotas portugueses ya en guerra con los franceses. El resultado fue un pacto fimado en Oporto el 4 de julio de 1808 cuyo preámbulo rezaba:

"Artículos preliminares de una nueva y perpetua alienza ofensiva y defensiva entre las dos naciones española y portuguesa, justada por los dos poderes reales, actualmente existentes, en la soberanía de España, representada en el Gobierno de Galicia, en nombre de su Augusto Soberano D. Fernando VII, y la Junta del Supremo Gobierno, instituida en la ciudad de Oporto en nombre del príncipe Regente de Portugal".

En el pacto, se acordaba luchar por la restitución de la soberanía a sus legítimos monarcas, expulsando a los franceses. Galicia se comprometía a ayudar al ejército portugués hasta "arrojar (...) la tiranía francesa". A su vez Portugal se comprometía a ayudar a España cuando se viera libre. Se rogaba a Inglaterra que garantizara el pacto. Fue firmado, por parte portuguesa, por el obispo de Oporto como Presidente de la Junta de Gobierno establecida en esa ciudad, y por parte de España por el brigadier Figueroa. Aunque la Junta del Reino de Galicia actuaba como soberana, no era su intención en absoluto declararse como país independiente, sino que lo hacía en cuanto que consideraba que era posiblemente la única parte libre de España, en ese momento ocupada casi por completo por un ejército extranjero. Es decir, la Junta de Galicia consideraba que, en ese momento, representaba la soberanía española.
El otro frente de actuación de la diplomacia gallega fue Inglaterra. El 16 de junio de 1808 fueron designados como representantes o embajadores de la Junta ante la corte de San Jaime Joaquín Freire de Andrade y Francisco Bermúdez de Castro y Sangro:

"El Reyno de Galicia congregado en la ciudad de La Coruña por medio de sus representantes ha reasumido en sí la Soberanía y toda la Autoridad Suprema de su Rey el Sr. D. Fernando VII, por su ausencia y detención en Francia, habiéndose declarado independiente del actual Gobierno de Madrid. Quedan con las armas en la mano sus hijos y envía al caballero D. Francisco Sangro como su enviado para los objetos de que V.E. quedará insturuido".

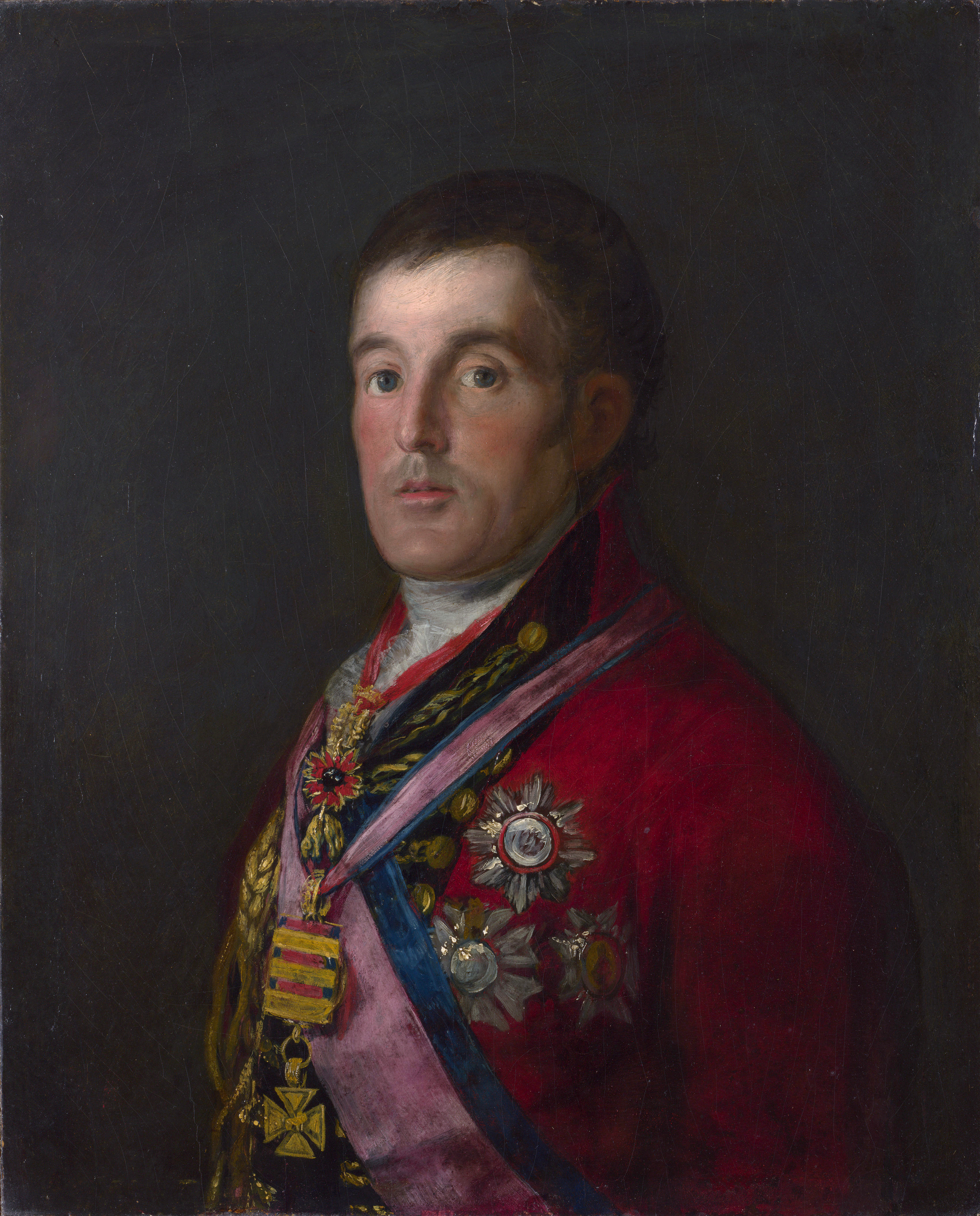
Sir Arthur Wellesley, I duque de Wellington, por Goya (1812).

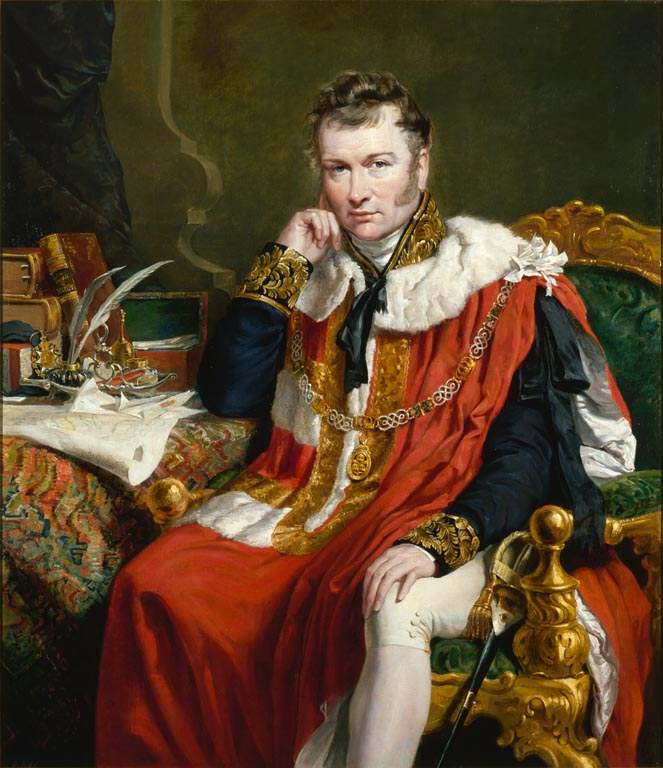
Lord Stuart de Rothesay (sir Charles Stuart) retratado en 1830.

Las peticiones que el reino de Galicia transmitía por medio de su delegado al Reino Unido eran las siguientes:
- Apoyo militar a Portugal.
- Auxilios de municiones, víveres y dinero.
- Libertad de comercio desde Galicia a América del Sur, ya que a causa de la ocupación de España por Francia, Inglaterra había puesto cerco al comercio que saliese de los puertos españoles o entrara por ellos.
- Libertad para los presos españoles en Inglaterra.
- Posibilidad de que retornara a Galicia el ejército que al mando del marqués de la Romana estaba en Dinamarca.

La respuesta del gobierno inglés fue plenamente satisfactoria, ya que se comprometió a enviar a Portugal un ejército al mando del general Arthur Wellesley, se obligó a transportar al ejército de Dinamarca, liberó a los prisioneros, aseguró la libre navegación y comenzó a enviar municiones y dinero, desplazando a Galicia, además, a sir Charles Stuart con carácter oficial de embajador. Los envíos de dinero tenían, naturalmente, varias contrapartidas. Además de la libertad de comercio que consiguió Inglaterra a partir de ese momento, que facilitó la entrada masiva de textiles ingleses con notable perjuicio para la burguesía gallega, las remesas de dinero, sin intereses, estaban bien aseguradas. En un documento fechado el 29 de julio de 1808 y traducido por Díaz Otero se pueden leer las condiciones del empréstito:

"El Reyno de Galicia, Potestad Suprema y Soberana de él, en nombre de S.M. el Sr. D. Fernando VII, su rey legítimo (...) preso y detenido en Francia (...) declara: Haber recibido de S.M. el Sr. D. Jorge III, rey del Reyno Unido de la Gran Bretaña, Escocia e Irlanda, por entrega de su enviado Extraordinario el Caballero Don Carlos Stuart arribado a este puerto en la fragata Algimene, la cantidad de ochocientos treinta y ocho mil ochocientos ochenta y tres y tres cuartos pesos fuertes, moneda de cuño español (...) que ha tenido la generosidad de prestarle sin interés y con calidad de reintegro (...) constutuye todos los Estados de esta Monarquía, su Patrimonio Real y Rentas por garantía, obligación e hipoteca general (...) y señaladamente las de este Reyno de Galicia, y por hipoteca especial asigna las rentas del tabaco y la sal de este mismo Reyno y las contribuciones impuestas o que se impongan en lo sucesivo".

Del éxito de la embajada gallega se hace eco el historiador conde de Toreno:
 

"De Inglaterra llegaron también a Galicia prontos y cuantiosos auxilios. Su diputado D. Francisco Sangro fue honrado y obsequido por aquel Gobierno, y se remitieron libres a La Coruña los prisioneros españoles que gemían hacía años en los pontones británicos. Arribó al mismo puerto Sir Charles Sutart, primer diplomático inglés que en calidad de tal pisó el suelo español. La Junta (de Galicia) se esmeró en agasajarle y darle pruebas de su constante anhelo por estrechar los vínculos de alianza y amistad con S.M.B".

#### Relaciones con otras Juntas españolas
Así como se habían enviado embajadores a Portugal e Inglaterra, la Junta también envió un delegado para que contactara con las principales Juntas de España. Fue elegido para esta delicada misión (ya que se trataba, por un lado, de evitar las suspicacias de las demás juntas, pero también de hacer notar que la de Galicia estaba más organizada que las otras) el teniente coronel Manuel Torrado, que salió de La Coruña el 24 de junio y visitó Cádiz, Sevilla, Cartagena, a un delegado de Cataluña que estaba en esta ciudad, Murcia y Valencia, entrevistándose también con las autoridades militares inglesas en Gibraltar. Regresó a La Coruña en el mes de septiembre del mismo año.
Por otra parte, y ya desde el primer momento, hubo relaciones continuas con las Juntas de Asturias y León. La presencia de franceses en esta última provincia determinaría que la Junta de Galicia apoyara por lo general las peticiones de la Junta de León de auxilio de municiones, hombres y dinero, ya que la mejor defensa de Galicia era la contención del enemigo en aquella provincia. En cierta manera fueron estas juntas las que sembraron la idea de una Junta Central, de la que sería un precedente el Tratado de Unión entre los reinos de Castilla, León y Galicia, firmado el 10 de agosto de 1808.
Los puntos establecidos en este tratado eran los siguientes:
- Reconocimiento de la soberanía de Fernando VII.
- Compromiso de seguir la guerra contra Napoleón.
- Mantenimiento de las leyes vigentes.
- Los negocios serían decididos por los magistrados públicos, conforme a la ley y a la tradición.
- En ausencia del rey, toda la autoridad quedaba en la Junta Soberana. Esta Junta estaría formada de la siguiente manera:
  - Los 7 representantes de las 7 ciudades de Galicia con voto en la Junta del Reino, más el obispo de Orense y otras tres personas a designar.
  - Representando a Castilla y León estarían 3 individuos de las Juntas de cada uno de los reinos, uno por cada provincia de estos, y Antonio Valdés.

- Habría un presidente rotatorio con mandatos mensuales.
- La sede de la Junta sería inicialmente la ciudad de Lugo.
- Las deudas y los sacrificios serían compartidos por los tres reinos.
- Se invitaba a los demás reinos a unirse.

Pero la aparición de otro proyecto que cuajaría en la Junta Central hizo ineficaz este tratado que, en la práctica, solo funcionó a cara descubierta a proponer el asunto de la integración, o no, en esta Junta Central y, después, para designar los representantes de los tres reinos en ella (por Galicia fueron nombrados el conde de Gimonde y Manuel María Avalle.

### Disolución de la Junta Suprema

#### Las nuevas autoridades afrancesadas
La invasión de Galicia por los franceses y, sobre todo, la ocupación de la ciudad de La Coruña significó la disolución de la Junta Suprema del Reino de Galicia, que tenía su sede en aquella ciudad. A partir de ese momento se produce una duplicidad de poder. En las ciudades y villas dominadas por los franceses se nombraron regidores y jefes de policía afectos al poder francés. En las zonas no ocupadas o no dominadas siguieron ejerciendo el mando las autoridades anteriores que, en muchas ocasiones, fueron el germen de la contestación a los franceses e incluso, en algunos casos, las que programaron el alzamiento en armas.
Una vez más se verificaba el proceso de selección de poder que tiene lugar en las grandes conmociones políticas. Las comunidades en esas circunstancias encuentran un líder, un jefe que acapara todo el poder: militar, administrativo, e incluso el judicial, sin necesidad de leyes o reglamentos, llegando a dictar sentencias de muerte contra los traidores y los espías.
Hace falta decir que las autoridades nombradas por los franceses no funcionaron, sea por escaso celo, sea por la resistencia de los subordinados o bien por carecer de suficiente poder coercitivo. Solo en alguna ciudad, como Santiago, en la que había un club afrancesado muy importante, dirigido por Pedro Bazán de Mendoza, llegó a constituirse una administración enteramente francesa. Pero incluso en esas circunstancias el poder real (el que otorga la aceptación de los súbditos) no lo ejercían estos, sino otras personas (como el cabildo o la antigua corporación municipal) que de hecho mantenían una influencia constante sobre la población.
La resistencia popular, que empezó a partir del día siguiente de la ocupación total de Galicia, impidió a los franceses sentar las bases de una administración municipal ya muy acreditada en Francia. La guerra exigirá la atención constante y total de los invasores y, de este modo, no podrán prestar el apoyo necesario a estas autoridades-títeres. A medida que la resistencia fue recuperando territorio, hubo necesidad de crear nuevas Juntas locales (formadas siempre por los hidalgos del lugar, los clérigos más destacados y, en alguna ocasión, por campesinos) que serían el poder real de Galicia mientras duró la guerra. Estas juntas adoptaron medidas económicas, solicitando préstamos para adquirir armas y municiones, imponiendo impuestos a los vecinos, nombrando los jefes militares, dando las órdenes necesarias para que se mantuviera la tranquilidad pública y hasta dictaminando sobre las grandes medidas militares a tomar cuando la operación desbordaba los límites de la responsabilidad del jefe. Funcionaba, pues, con absoluta independencia.

### La Junta de Lobera
Mientras que de hecho la organización de los territorios no ocupados por los franceses estaba en manos de estas Juntas locales, tanto en la Junta Central como en Galicia se estimaba la conveniencia de constituir un poder central gallego que organizara adecuadamente la guerra contra el invasor. A este respecto había dos opciones: la de entregar todo lo poder al marqués de La Romana, o la de constituir una nueva Junta del Reino. La primera era inviable, dado que el marqués, seguramente por razones tácticas militares, andaba siempre errante de un lugar para otro huyendo del enemigo, y no era esto lo más conveniente para ejercer la alta dirección de la guerra. Posiblemente esto debió quedar claro en la reunión que, a finales del mes de enero de 1809, tuvieron en Monterrey el canónigo Manuel Acuña Malvar, el teniente coronel Manuel García del Barrio y el alférez Pablo Morillo, que la Junta Central había enviado a Galicia para excitar los ánimos para la rebelión. La segunda opción tampoco era viable en aquellas circunstancias. Estando ocupadas todas las ciudades y las villas más importantes de Galicia, era imposible su constitución. De ahí que se decidieran por una tercera solución: la de elevar a una de las innumerables Juntas comarcales a la cabeza de todas las demás.
La Junta de Lobera -cerca de Bande- había sido constituida gracias al tesón de José Joaquín Márquez, administrador de rentas de la Boullosa, en el Coto Mixto. La situación de esta Junta, casi en la frontera de Portugal, le daba una especial seguridad (por lo menos, teórica). En principio era una junta comarcal como las demás, pero después de ampliada integrando en ella a las personas relevantes de la comarca, adquirió gran prestigio, especialmente cuando aceptó presidirla Pedro Quevedo y Quintano, obispo de Orense, cuyo nombramiento fue aprobado por el marqués de La Romana. También formó parte de ella García del Barrio, delegado de la Junta Central, con el que indirectamente recibía el refrendo de la máxima autoridad política del momento en España. Sin embargo, la Junta de Lobera solo ejerció un control directo sobre las juntas locales y comarcales del sur de las provincias de Orense y Pontevedra: la distancia con respeto a las juntas del norte hacía inviable una supremacía sobre las demás.

## Principales batallas en Galicia
Mucho se tiene escrito sobre la guerra de Independencia, especialmente por autores extranjeros que, al no participar, o ser derrotados en ella, omitieron o pasaron levemente por encima de la campaña de Galicia y el norte de Portugal en el primer semestre de 1809, a pesar de que en solo cinco meses se expulsó a los mariscales Soult y Ney para nunca más volver.
Sin embargo, Galicia demostró a España y a Europa que el ejército francés no era invencible cuando se enfrentaba con un país en armas dispuesto a morir. Las acciones, grandes y pequeñas, de los campesinos gallegos se describen con todo detalle en la obra de Navas, especialmente los combates de Casal del Eirigo (Setecoros), Valga, Las Galanas (Calo, Teo) y Santiago, así como la victoria definitiva de Puente Sampayo.

### Batalla de Elviña

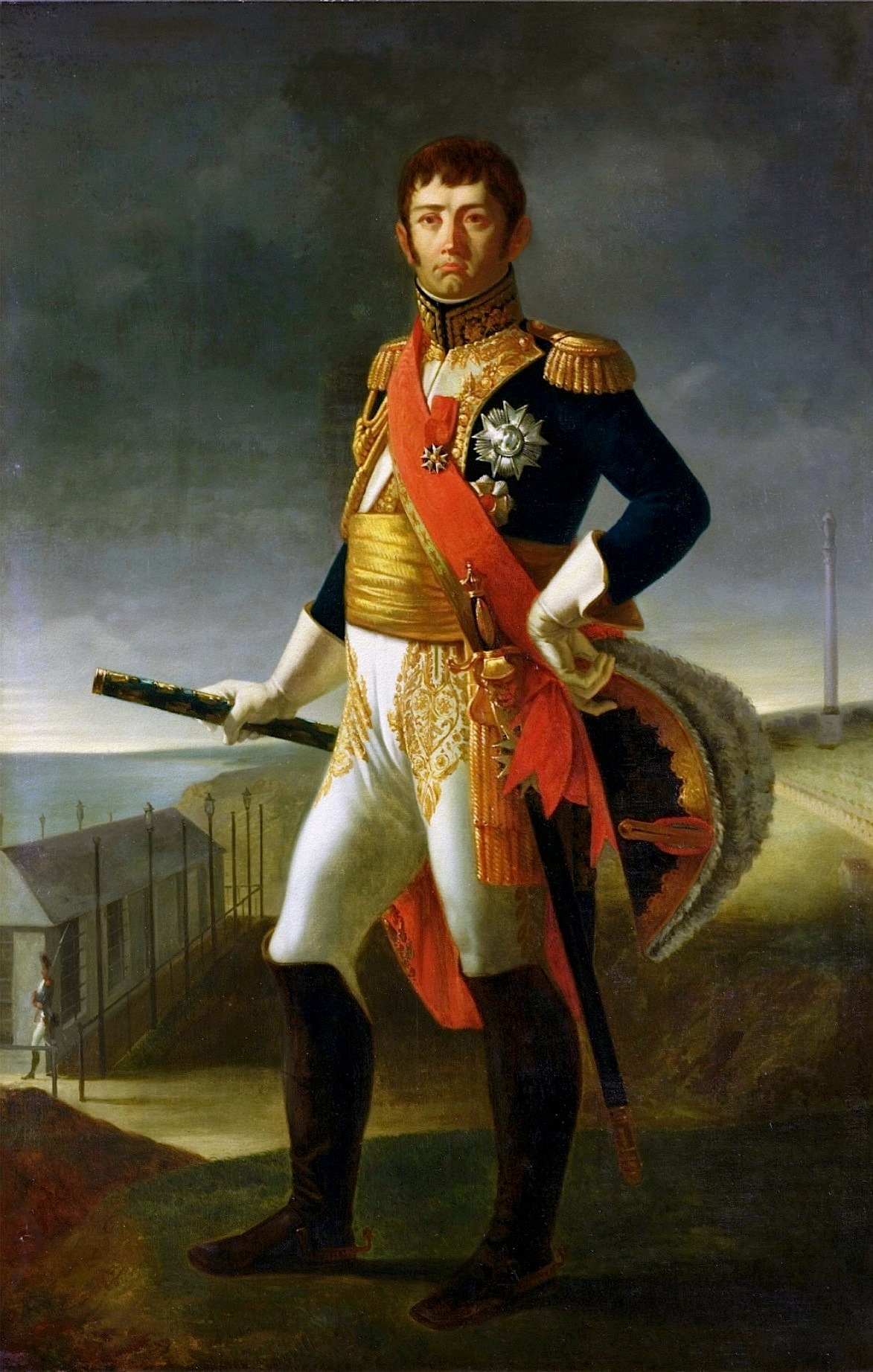
El mariscal Soult. Retrato de 1856.

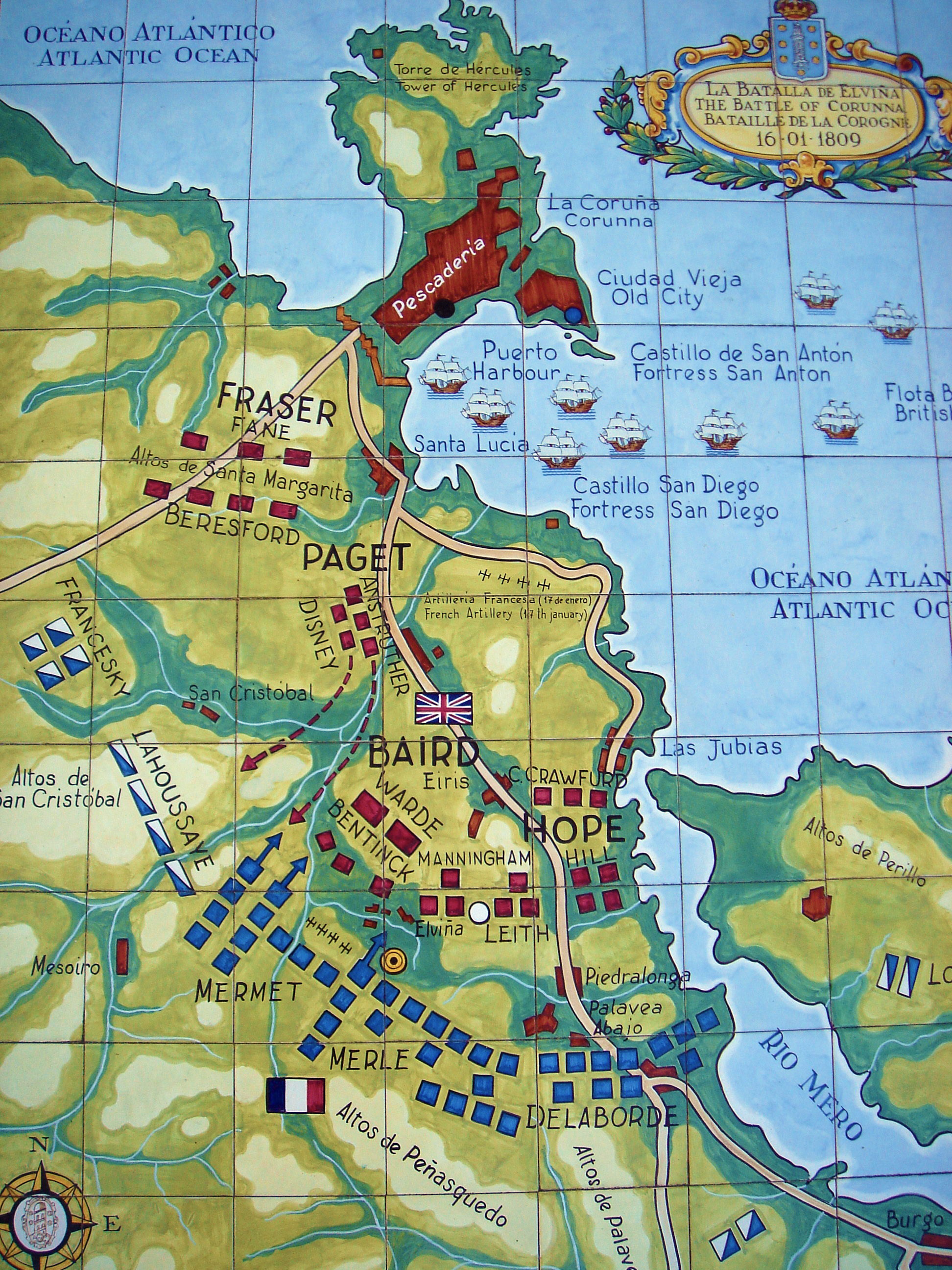
Plano de la batalla de Elviña.

La batalla de Elviña tuvo lugar el día 16 de enero de 1809 en el alfoz de la ciudad de La Coruña, enfrentando las tropas francesas, conducidas por el general Soult, que obtuvieron la victoria, contra las tropas británicas, mandadas por el general John Moore, quien habría perder la vida en el transcurso del combate. En la historiografía internacional este choque es conocido como batalla de La Coruña.
Después de la derrota francesa en la batalla de Bailén el 19 de julio de 1808, Napoleón Bonaparte decidió solucionar la resistencia peninsular entrando en su territorio al mando de la Grande Armée. Mientras en Portugal, después de la Convención de Sintra, el general John Moore fue puesto al frente de las tropas británicas allí acuarteladas.
En noviembre de 1808, Moore abandonó Portugal, entrando en España a la altura de la provincia de Salamanca y situándose a la altura de Valladolid, con el objetivo de aliviar la presión francesa sobre Madrid atrayendo sobre su ejército las tropas galas. Ignoraba a esas alturas que Napoleón ya había entrado en Madrid el 4 de diciembre. Moore sufrió el azote de las unidades de Soult, quien informó a Napoleón de los movimientos británicos; este, deseoso de un encuentro directo con las tropas del Reino Unido, giró hacia el noroeste a la caza de Moore.
Se inició así la retirada del ejército inglés hacia Astorga, ante la imposibilidad de hacer frente a fuerzas muy superiores, mientras se enviaba aviso a la flota británica, para que lo recogiera en Vigo o en La Coruña. Moore llegó a Astorga el 24 de diciembre, donde se le unió el cuerpo de tropas gallegas del marqués de la Romana, que habían abandonado León ante la amenaza francesa. Moore y De la Romana conferenciaron, el 30 de diciembre de 1808, sobre la posibilidad de hacer frente conjuntamente a los franceses en el arco montañoso que rodea el Bierzo, sin embargo sería Moore quien se negaría a hacerlo. Sus tropas estaban agotadas y mostraban signos de indisciplina que se prolongaron durante lo resto del camino.
Requerido por acontecimientos en el centro de Europa, Napoleón —que había llegado a Astorga el 1 de enero de 1809— abandonó esa ciudad el día 3 dejando a Soult al mando del 2.º cuerpo del ejército, formado por unos 25 000 hombres y 54 cañones, con el encargo de perseguir a Moore, mientras el general Ney, con el 6.º cuerpo, también con cerca de 25 000 soldados y 30 piezas de artillería, lo acompañaba a fin de darle auxilio y reafirmar la ocupación de Galicia.
Las tropas de Moore y de La Romana se dirigieron hacia Galicia, pero en el Bierzo se dividieron. De La Romana entró en el país gallego por Valdeorras y, después de rechazar su retaguardia, al mando del general Mendizábal, el ataque de la caballería francesa del general Franceschi en el Puente de Domingos Flórez, situó su cuartel en la Puebla de Trives el 6 de enero de 1809; lo precedió un cuerpo de tropas británicas, desprendido del principal de Moore, de unos 5000 hombres, al mando de los generales Craufurd y Von Alten, que alcanzaría el puerto de Vigo el 12 de enero de 1809, logrando embarcar en los buques de la Royal Navy.
Mientras, el grueso de las tropas de Moore entró en el territorio gallego a través del puerto de Pedrafita el 7 de enero de 1809, dirigiéndose hacia Lugo y, posteriormente, a Betanzos. Moore llegó, por fin, a La Coruña el 14 de enero de 1809. Sin embargo, sus tropas no pudieron embarcar inmediatamente, pues el mal estado del mar impidió que la flota británica pudiera atracar en el puerto. Ante la inminente llegada de las tropas francesas, Moore tomó disposiciones para dificultar el acceso de las mismas, haciendo volar el puente del Burgo, sobre el río Mero. Pero parte de los franceses cruzaron ese río por el pequeño puente de Cela, en el actual ayuntamiento de Cambre, a la par que repararon el puente del Burgo para el día 15 de enero.

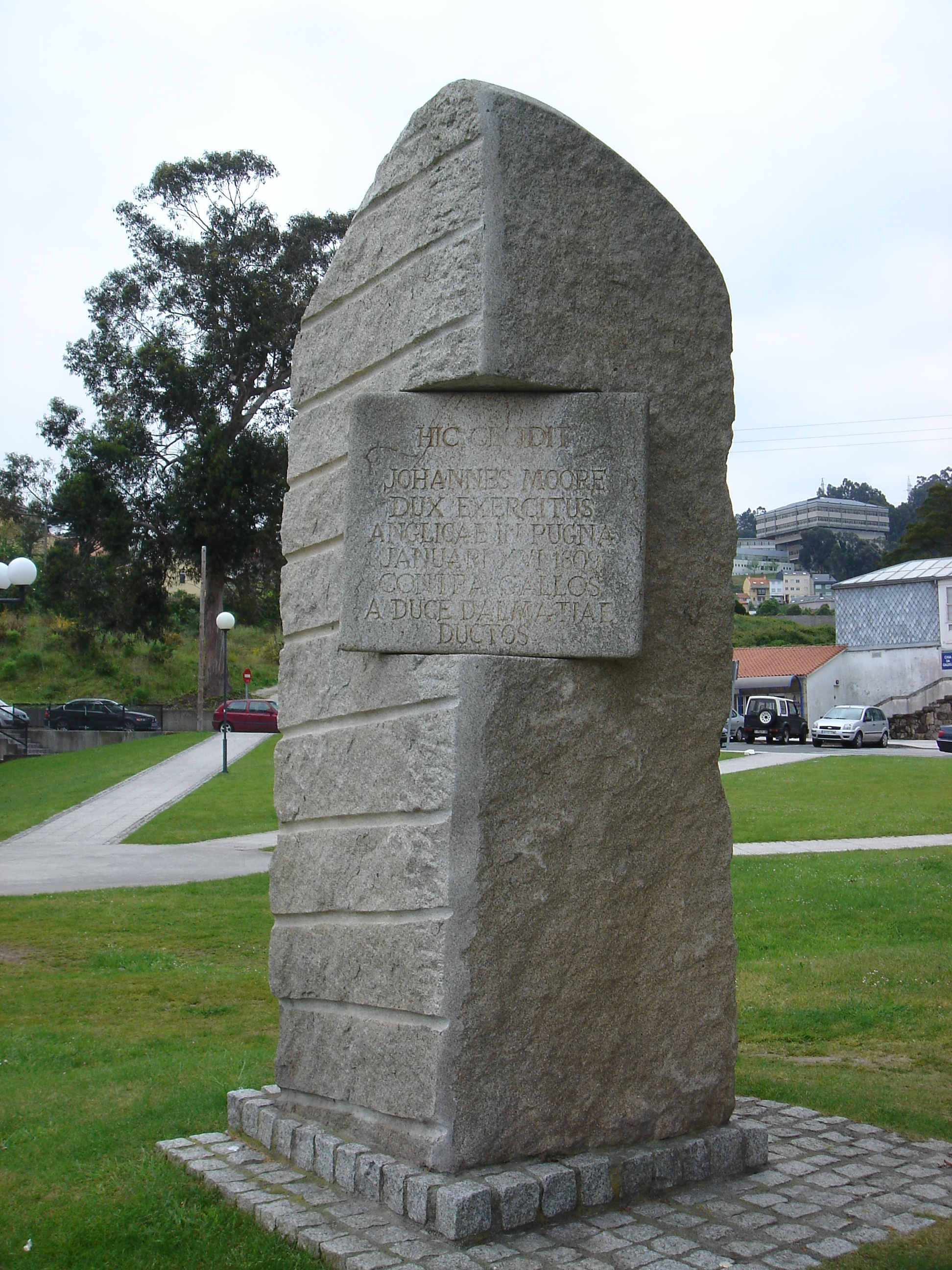
Monólito conmemorativo de la muerte de Moore. Campus universitario de Elviña, La Coruña.

Como el choque bélico fue inevitable, Moore dispuso sus tropas, unos 16 000 soldados, pero con solo nueve piezas de artillería, en tres alturas. Situó una primera línea sobre el monte Mero, una segunda sobre los montes de Santa María de Oza, y la tercera sobre el monte de Santa Margarita. En medio quedaba el valle de la feligresía de San Vicenzo de Elviña, que fue el centro de los ataques.
Soult dispuso para el ataque de 12 000 soldados de infantería y 4000 hombres a caballo, estos en parte trabados por las dificultades del terreno. Disponía sin embargo de ventaja artillera, al poder contar con 20 cañones. El mismo día 15, unos 500 fusileiros franceses, al mando del general Jardon, iniciaron ataques en el monte Penasquedo, y tomaron el monte Mero. La batalla se inició en la tarde del día 16 de enero, teniendo lugar los más duros combates por la posesión de la aldea de Elviña, de la que se apoderaron los franceses a la caída de la noche, y avanzaron hacia la aldea de Palavea. Cayó herido al general inglés Baird, en tanto que el propio Moore fue herido muy gravemente por la bala de un cañón, muriendo dos horas después. Durante esa misma noche las tropas británicas fueron embarcando, aunque los barcos fueron canoneados por la artillería francesa en el amanecer del día 17. Ese mismo día 17 de enero de 1809, Soult entró en la ciudad de La Coruña, que capituló estando al mando como gobernador el general Alcedo.
En total, los franceses perdieron unos 1200 hombres y los británicos unos 900, pero estos habían perdido al largo de su penosa retirada desde Castilla unos 8000 soldados. La victoria del mariscal Soult dejaría campo libre para la ocupación de Galicia. En apenas dos semanas se rindieron las ciudades más importantes del país. El mariscal Ney, que acompañaba a Soult, recibió órdenes de controlar el norte del país y Asturias, para lo cual centró su campamento en Lugo. A la par, Soult recibió órdenes de tomar Porto y el Norte de Portugal.

### Batalla del Valle de Monterrey
Después de un infructuoso intento de cruzar el río Miño cerca de la localidad de Tuy, el mariscal Soult retrocede hasta Orense con la idea de cruzar hacia Portugal por la región de Trás-os-Montes. El Marqués de La Romana, acuartelado en el Valle de Monterrey reorganizando su maltrecho ejército de unos 10 000 efectivos, decide organizar una línea defensiva al recibir cerca de 4 000 hombres del ejército del norte de Portugal del general luso Francisco da Silveira. 
El rápido avance napoleónico el día 6 de marzo provocó que el general español decidiese abandonar su primera línea de defensa, retrocediendo hacia la orilla oriental del río Támega, provocando que las fuerzas portuguesas se quedasen descolgadas, las cuales retrocedieron hasta la frontera luso-española, decididas a no apoyar a los españoles por su rápido e inesperado repliegue. El Marqués de La Romana establece una posición defensiva más sólida en una zona conocida como «Pozo do Demo», donde decide enfrentarse a las fuerzas napoleónicas. Pese a ello, el impulso del ejército francés se mantiene a lo largo de la tarde, consiguiendo empezar a romper la línea española tras un par de horas de combate. Ante la perspectiva de una derrota catastrófica, el Marqués de La Romana ordena la retirada antes de que su ejército huya desorganizadamente. El mariscal Soult apenas se centra en los españoles que se retiran, ya que su objetivo era el ejército portugués. En la mañana del día 7 de marzo las tropas francesas expulsan a las fuerzas lusas que defendían las localidades fronterizas de Vilarelho da Raia y Feces de Abajo, abriendo el camino hacia la localidad portuguesa de Chaves, que sería tomada el 12 de marzo. Unas semanas después, el 28 de marzo, Soult entra en Oporto tras sufrir los portugueses elevadas bajas militares y civiles.

### Batalla de Casal del Eirigo
El 27 de abril de 1809, en el lugar de Casal del Eirigo, parroquia de Setecoros, hoy en el ayuntamiento de Valga, bajo las colinas del monte Gesteira, en las inmediaciones de la Capilla de la Salud, el ejército gallego, ayudado por los campesinos locales, con sus rudimentarias armas y con más ganas que posibilidades, libraron una cruel batalla, cuerpo a cuerpo con las tropas napoleónicas invasoras. Chuzos y horcas contra sables y fusiles; David contra Goliat; labradores contra soldados franceses profesionales. Esta fue la esencia de la batalla de Casal del Eirigo. A pesar de no alcanzar la victoria completa, los campesinos sí lograron hacer recular los franceses, lo que supo a triunfo.
La de Casal del Eirigo fue una batalla sangrienta. Ante la presencia de una avanzadilla de franceses en Padrón, las tropas gallegas pusieron rumbo a las tierras de Iria. A mitad de camino entre Caldas y Valga, justo en la colina de Casal del Eirigo, se situó el batallón de la Victoria, capitaneado por Colombo, avanzando también hasta la zona la compañía de Tiradores del Miño y el 1.ª y el 2.º batallones de Lobeira, integrados por unos cuatrocientos reclutas mal entrenados y peor armados, ya que apenas disponían de cien fusiles. Los soldados franceses, unos mil hombres, lanzaron un ataque, pero los destacamentos de los labradores locales lograron rodearlos y los atacaron por la retaguardia, al tiempo que los soldados abrían fuego desde la cumbre de Casal del Eirigo. Los franceses tuvieron que retirarse y ocultarse en zonas como Xanza, A Tarroeira y San Julián de Requeixo (Puentecesures).
La lucha tuvo un segundo acto. Por cada soldado o paisano gallego -más que soldados eran campesinos mal armados- había cinco franceses armados "hasta los dientes", y contaban con piezas de artillería y secciones de caballería. El ataque de los franceses fue inminente. Se desplegaron por el camino real (hoy carretera PO-550) atacando con tres columnas de artillería. El segundo batallón de Lobera entró en pánico y sus integrantes huyeron, por lo que los Tiradores del Miño ocuparon su lugar e hicieron retroceder el enemigo, causándole muchas bajas. Otros tres batallones franceses y trescientos jinetes atacaron el batallón de la Victoria, que luchó heroicamente hasta el límite de sus posibilidades, hasta que Colombo ordenó una retirada que supo a victoria ya que las tropas enemigas sufrieron 400 muertos y un millar de heridos, por 60 muertos y 120 heridos en los batallones locales. Pero los franceses no aprovecharon esta retirada, ya que se dedicaron a saquear y quemar casas por las zonas de Setecoros y San Clemente. Al día siguiente les hicieron creer que les iban a cortar el paso en el viaducto de Puentecesures y que en Padrón se organizaba una sublevación en su contra, por lo que abandonaron las tierras altas de Valga dirigiéndose al valle, donde fueron acuartelados.

### Reconquista de Vigo
El 27 de marzo de 1809 los patriotas gallegos ocupados en el asedio de Vigo proclaman a Morillo coronel. En Vigo intimida al comandante francés y mantiene conversaciones con el capitán de fragata británico, comandante encargado del bloqueo marítimo (bloqueo continental) en la ría de Vigo. El 28 de marzo los hombres al mando de Morillo atacan las puertas de Vigo y, en dos horas, logran que los franceses entreguen la ciudad. Tras la capitulación, Chalot, 45 de sus oficiales y más de 1200 soldados quedaron prisioneros; también quedaron en poder de Morillo los pertrechos y la tesorería gala, que ascendía a unos 150 000 francos-oro. Vigo se convierte así en la primera localidad de Europa que expulsa a un ejército de Napoleón.

### Toma de Santiago
Después acude al cerco de Tuy (de donde salió malparado), libra la batalla de Puente Sampayo enfrentándose al mariscal Ney, al que infringe pérdidas considerables (no menos de 700 bajas). Luego prosigue su marcha hacia Santiago, vence en la batalla de las Galanas (Teo) y llega finalmente a Santiago, ciudad que toma en mayo de ese mismo año. Estas acciones serían el impulso preciso para expulsar a los franceses de Galicia.

### Batalla de Puente Sampayo

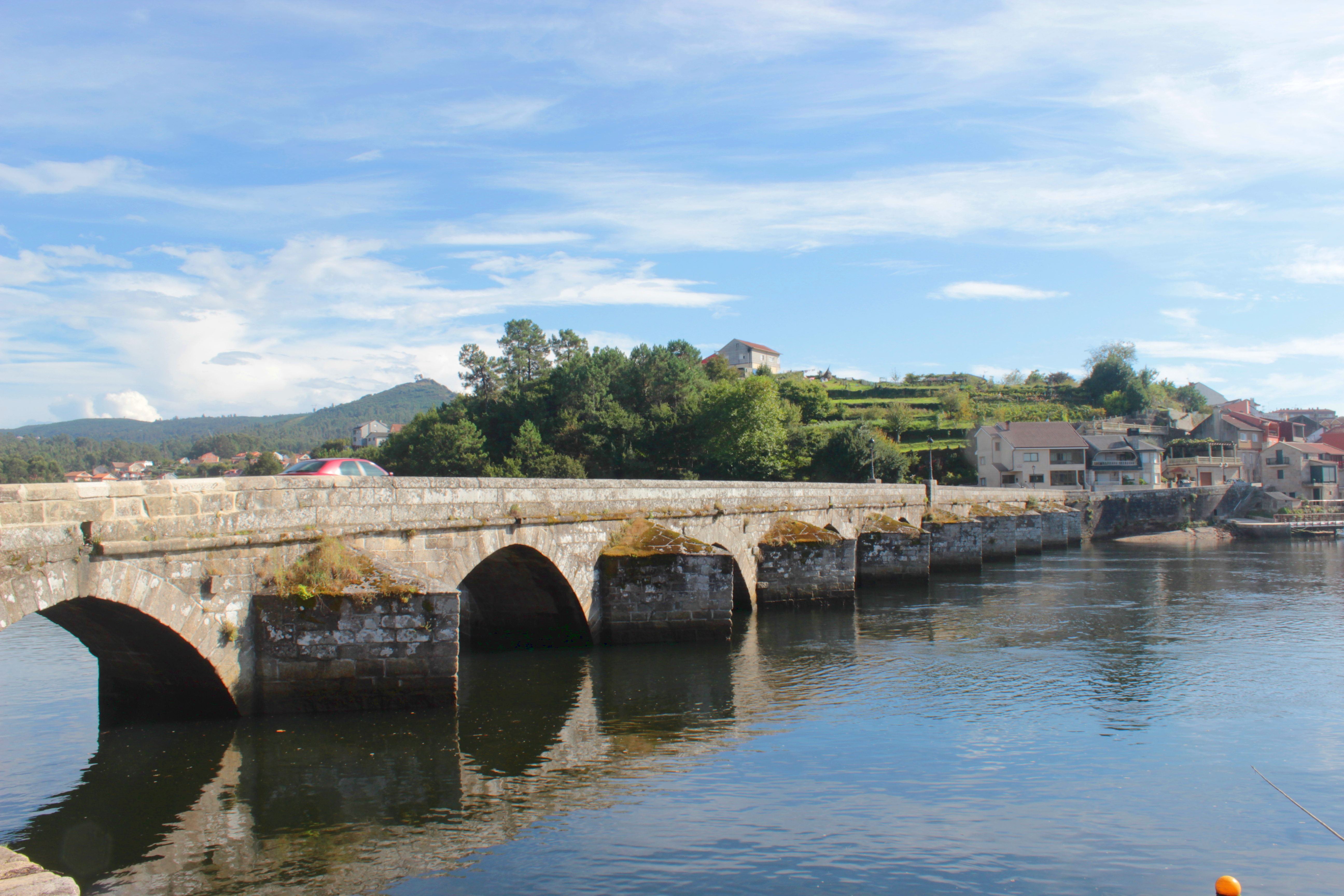
El puente de Puente-Sampayo.

La batalla de Puente Sampayo tuvo lugar en el lugar homónimo entre los días 7 y 9 de junio de 1809 en las orillas del río Verdugo, entre una fuerza conjunta de tropas regulares españolas y milicias populares gallegas que se enfrentaron a las tropas francesas dirigidas por el mariscal Ney. La resistencia de los españoles impidió a Ney el paso del río, viéndose obligado a retirarse.
Después de la batalla de Elviña y de la caída de las ciudades gallegas en poder de los franceses, pacíficamente se fueron montando alarmas populares en las diversas comarcas gallegas. En marzo de 1809, Ney intenta someter la costa occidental gallega, sin conseguir acabar con las partidas de guerrilleros que acosan los destacamentos franceses. A finales de marzo de ese año fueron recuperadas por los gallegos las plazas de Vigo, Pontevedra y Tuy, hechos que detenían el enlace con Soult, en Portugal.
En mayo, Ney tuvo noticias de que el marqués de La Romana estaba en Asturias, por lo que decidió buscarlo allí, sin embargo fue una maniobra errada, pues el español se había retirado a Galicia. El regreso de Soult desde Portugal hasta Orense fue dificultoso.

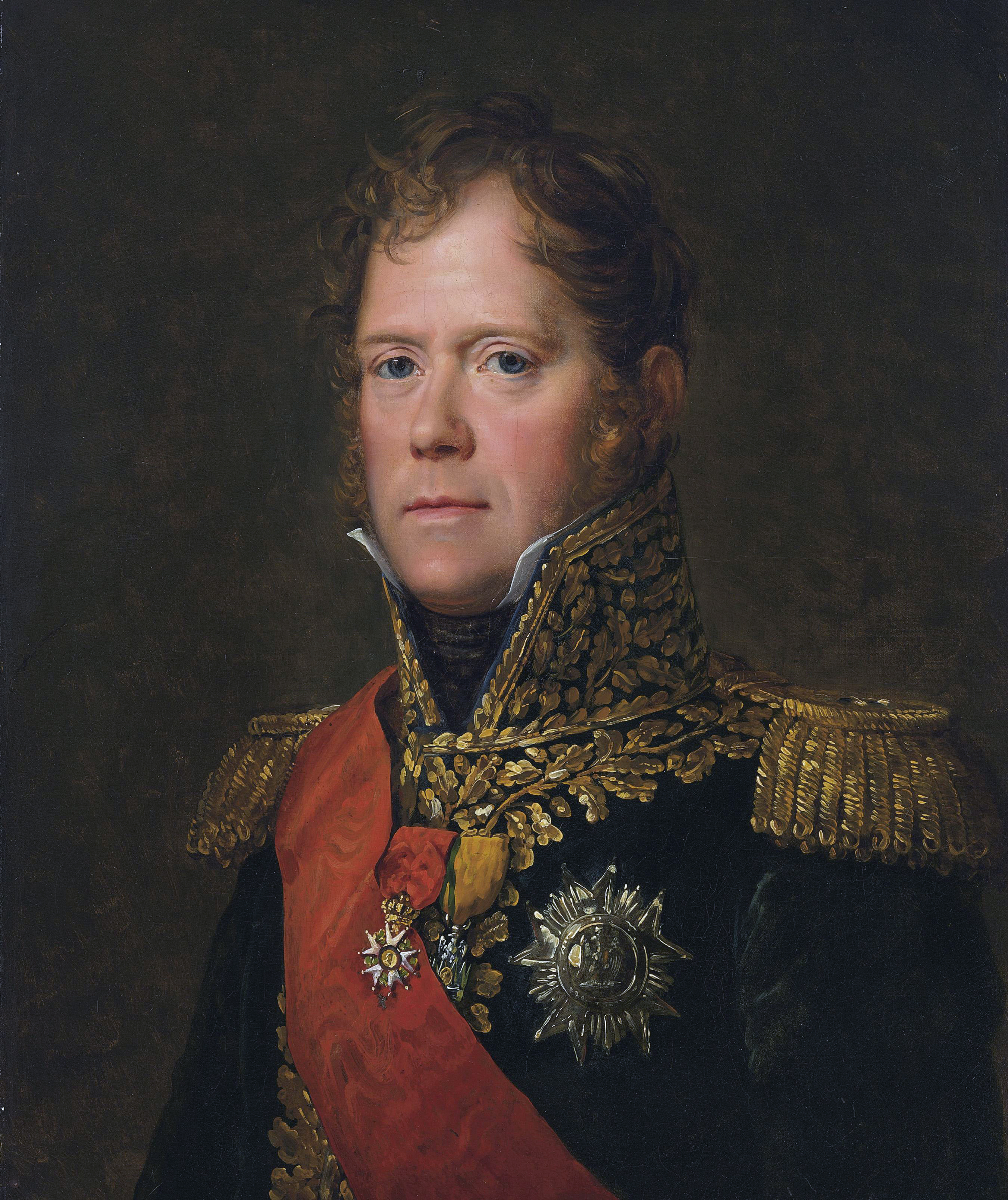
El mariscal Michel Ney que, junto con Soult, dirigió las tropas francesas.

Reunidos Soult y Ney en Lugo el 29 de mayo, deciden una nueva estrategia. Soult buscó las tropas del marqués en el interior meridional del país, mientras que Ney partió hacia Pontevedra y Vigo con intención de recobrar ambas ciudades. Tal acción conjunta buscaba el dominio definitivo de Galicia.
Ney salió de La Coruña, pasando por Santiago. Llevaba con él unos 8000 infantes y 1200 jinetes, con 13 cañones. Sin embargo era una acción anunciada, pues había hecho publicar bandos sobre sus intenciones. Las fuerzas regulares españolas, al mando del conde de Noroña, esperaron el avance de Ney en Puente Sampayo, que era paso obligado en el camino real entre Pontevedra y Vigo.
A las fuerzas de línea del conde se les unieron diversos batallones de milicias populares de las comarcas próximas e incluso de lugares lejanos, como Monforte de Lemos. Fueron defendidos dos puentes, el de Caldelas, bajo el mando de Pablo Morillo, y el propio de Sampayo, por el mismo conde de Noroña. El día 7 de junio de 1809, las tropas de Ney avistaron al enemigo. Se intentó tomar el puente de Sampayo en sucesivos ataques frontales, que fueron rechazados. Buscaron los franceses entonces vados apropiados en el río Oitavén, pero los ataques fueron infructuosos una y otra vez. Las tentativas sobre el puente de Caldelas mostraron la misma determinación de los españoles. En el día 9, Ney juzgó por las pérdidas que serían inútiles nuevos ataques, por lo que dio la orden de retirarse a Compostela.
La batalla impidió el dominio francés sobre el sureste gallego. Mientras, el fracaso de Soult en el interior meridional de Galicia, y nuevos acontecimientos en el centro de la península, donde Wellesley amenaza entrar en Madrid, obligan a ambos mariscales a salir de Galicia. Ney lo hace por Piedrafita y el Bierzo, mientras Soult pasa por Valdeorras y la Tierra del Bollo, en dirección a Sanabria. En su camino se vieron atacados por las partidas guerrilleras, pero sus tropas provocaron un verdadero reguero de sangre y pillaje. Cuando por fin se juntan ambos mariscales solo les quedan 18 000 de los 53 000 o 55 000 hombres con los que habían llegado en enero de 1809.

### Morillo en Galicia
En febrero de 1809, Pablo Morillo, luego capitán del ejército, fue enviado por la Junta Suprema del Reino de Sevilla a Galicia con la encarga de propagar la alarma contra los franceses y organizar cuerpos de ejército que impidisen el asentamiento de las fuerzas francesas después de los sucesos de La Coruña (batalla de Elviña). Morillo actúa en las comarcas miñotas de la actual provincia de Pontevedra, donde se incorpora a las guerrillas allí combatientes, con mandos como Bernardo González del Valle Cachamuíña.

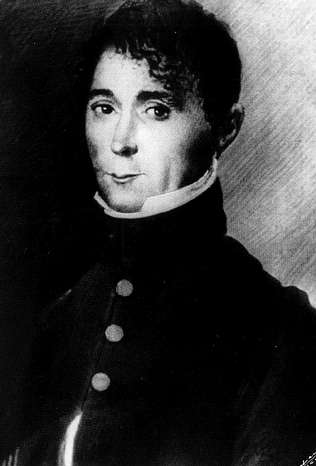
Bernardo González del Valle, Cachamuíña. Grabado de la época.

## Galicia libre de franceses

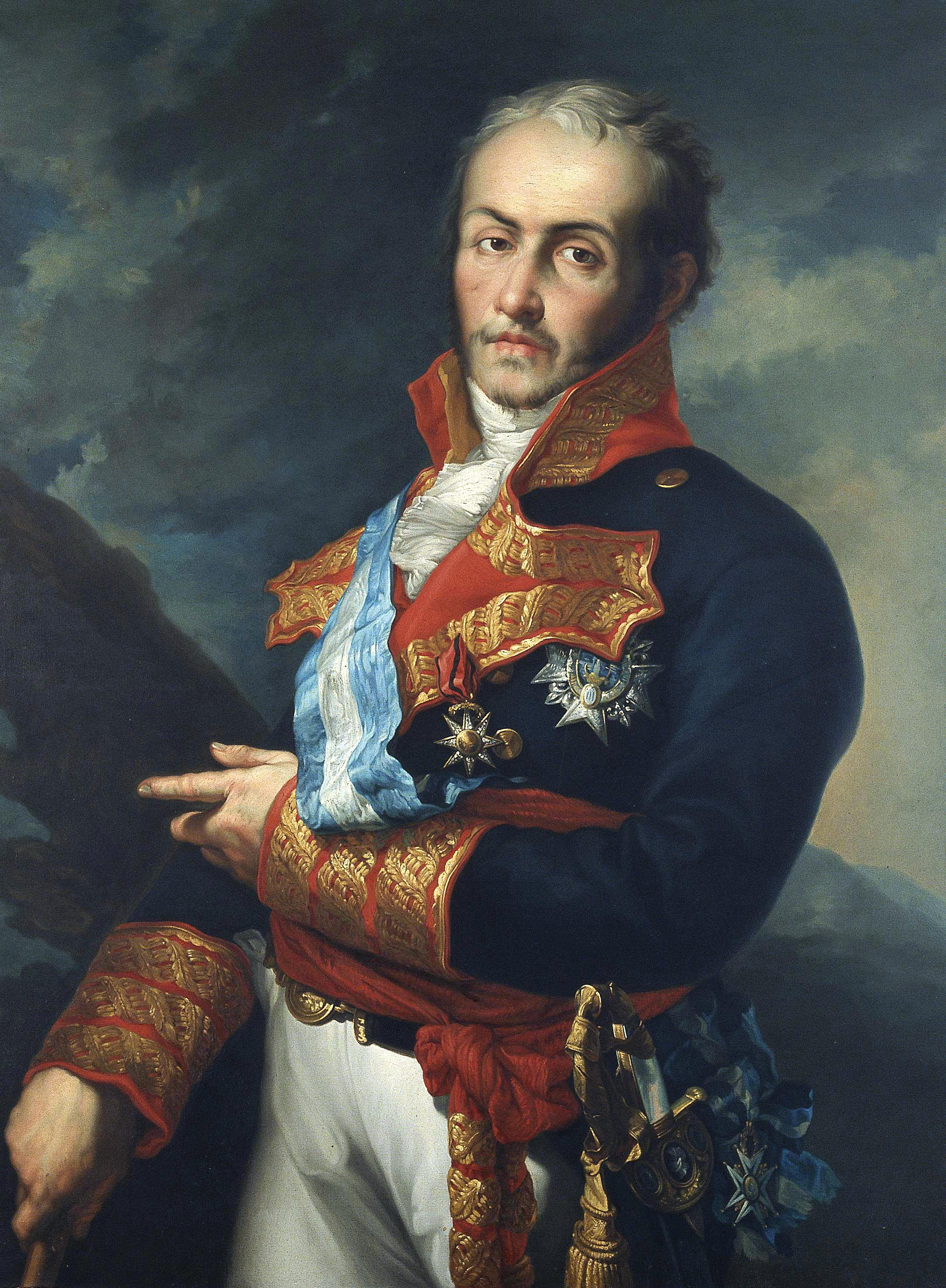
Teniente general Pedro Caro y Sureda, 3.º marqués de La Romana, capitán general de Galicia en 1809.

A partir de la salida de los franceses del país, el capitán general de Galicia recuperó el poder que anteriormente había ejercido. Al rematar la guerra había dos posibilidades: constituir una noticia Junta del Reino de Galicia (que era la opción preferida por las clases más elevadas, en opinión de González López, y que al parecer contaba con el apoyo de los ingleses) o devolverle lo poder al Capitán General.
El conde de Noroña, Gaspar María Nava y Álvarez de las Asturias, segundo comandante del Ejército del Reino de Galicia, fue muy explícito en sus intenciones cuando publicó en Santiago el bando del 29 de mayo de 1809

"Con mi venida ha cesado el exercicio de las autoridades que no sean lexítimas. La única superior de este Reyno es la del Excelentísimo Señor Marqués de La Romana como Capitán General del mismo, y presidente de su Real Audiencia. Fuera de esta potestad, ninguna otra de su clase debe ser obedecida, y sólo yo puedo suplirla en sus ausencias, y como Segundo Comandante General comunicar sus órdenes. Los que se han valido del sagrado nombre del Rey para defender su causa y el de la Nación reunirán al mérito que han contraído el de la sumisión, para engrandecer el premio de su fidelidad, y los testimonios de su amor a la Patria".

El bando tiene su aquel. Parece inusitado que el poder militar que durante la epopeya popular de Galicia se había mantenido al margen, que no había logrado en esos meses ni una sola victoria, que todo lo había dejado a la responsabilidad del pueblo, viniera ahora, llegado el momento de la victoria, a suplantar a todas las Juntas, imponiéndose a ellas y concentrando todo lo poder en el capitán general.
La operación tenía seguramente mayor intención. El marqués de La Romana, cuyo pensamiento político se conoce bien por su Representación en la Junta Central -era un absolutista- temía que, al abrigo de las circunstancias políticas, se introdujeran nuevos poderes representativos del pueblo. Todo lo que oliera a juntismo, asamblea del pueblo, tercer estado etc., le repugnaba. Hombre de otro mundo, de otro tiempo, nunca aceptó esa avalancha del pueblo en los mandos de ejército y, sobre todo, en la organización de la sociedad. Por eso dio instrucciones precisas a su segundo que, sin duda, participaba de las mismas ideas para que, al terminar la guerra en Galicia, recuperara la plenitud del poder el capitán general, como antiguamente se había ejercido.

### La Junta Superior de subsidios, armamento y defensa de Galicia
Aunque Galicia ya estaba libre de franceses, su presencia en otras partes de España, y la posibilidad de que realizasen una nueva ofensiva, hicieron que muchos personajes e instituciones pensasen que era oportuna la creación de una Junta Spuerior en previsión de lo que pudiese suceder. Y a pesar de que el conde de Norona fuera abiertamente contrario a la creación de juntas, el Golbierno de la nación española creyó que era oportuna su constitución. La argumentación del Conde se sitúa dentro de su horizonte político de defensa de los poderes centrales:

"La Junta Suprema sabe que el discutir las leyes, organizar las provincias y aprobar y desaprobar los arbitrios son peculiares a su institución y soberanía. En las provincias no necesita sino de los executores de su voluntad. Una Junta Suprema en cada una de ellas no sirve más que para entorpecer el despacho de los negocios por mucho celo que haya. (...) Las Juntas fueron, ya no son útiles, los tiempos son diferentes, por consiguiente no debe en uno y otro convenir la misma cosa".

Pero pese a esta opinión contraria del segundo comandante del Ejército de Galicia, las fuerzas vivas del país la solicitaron. La Junta se formó y el 17 de diciembre de 1809 se hizo público su reglamento, en el que se establecían las condiciones y competencias de estas juntas:
- Las Juntas se dedicarían exclusivamente al armamento y a la defensa del país, y a una serie de competencias en materia de hacienda en inmediata relación con el ejército.
- La Junta Superior la constituirían 29 personas, presididas por el capitán general de Galicia y con representaciones del Ejército, la Iglesia y las siete ciudades. En total, 20 representantes de instituciones y ciudades y 9 representantes del clero secular y regular.
- Las Juntas subalternas o de partido estarían formadas por 9 personas.

Las diferencias entre la Junta Superior y la Junta Suprema del Reino de Galicia, que había desaparecido de hecho en diciembre de 1808, son muy claras. La Junta Superior estaba supeditada a la Central. No pretendía ostentar la soberanía, ni representar a Galicia mediante ningún organismo superior. Se trataba simplemente de una especie de delegación de la Junta Central para los asuntos de la guerra y de la hacienda concomitantes con la guerra.